# الحرب الأهلية العراقية (2013–2017)
الحرب الأهلية العراقية الثانية هي نزاع مسلح بدأ في العراق في عام 2014م على شكل حركة تمرد، ثم تصاعدت وتيرة الأحداث لتتحول بنهاية المطاف إلى حرب عسكرية طويلة، مع غزو الفلوجة والموصل ومناطق رئيسية في شمال العراق من قبل تنظيم الدولة الإسلامية (داعش) وإعلان أبو بكر البغدادي قيام خلافة إسلامية جديدة. وقد تشكل على إثر هذه الغزو الحشد الشعبي من قبل رئيس الوزراء نوري المالكي الذي تنحى عن المنصب بعد أن منع من تولي ولاية ثالثة وإسناد المنصب إلى حيدر العبادي، بدأت سلسة طويلة من الضربات الجوية من قبل الولايات المتحدة، إيران، سوريا، وعشرة بلدان أخرى على الأقل على تنظيم داعش، وانتهت الحرب بإعلان الحكومة المركزية في بغداد سيطرتها الكاملة على جميع مناطق داخل الحدود العراقية وتم بسط السيطرة على الحدود الدولية لأول مرة منذ العام 2003م ، وبمشاركة  حرس الثورة الإيرانية وبمساعدات عسكرية مقدمة إلى العراق من روسيا.

## أسباب الحرب

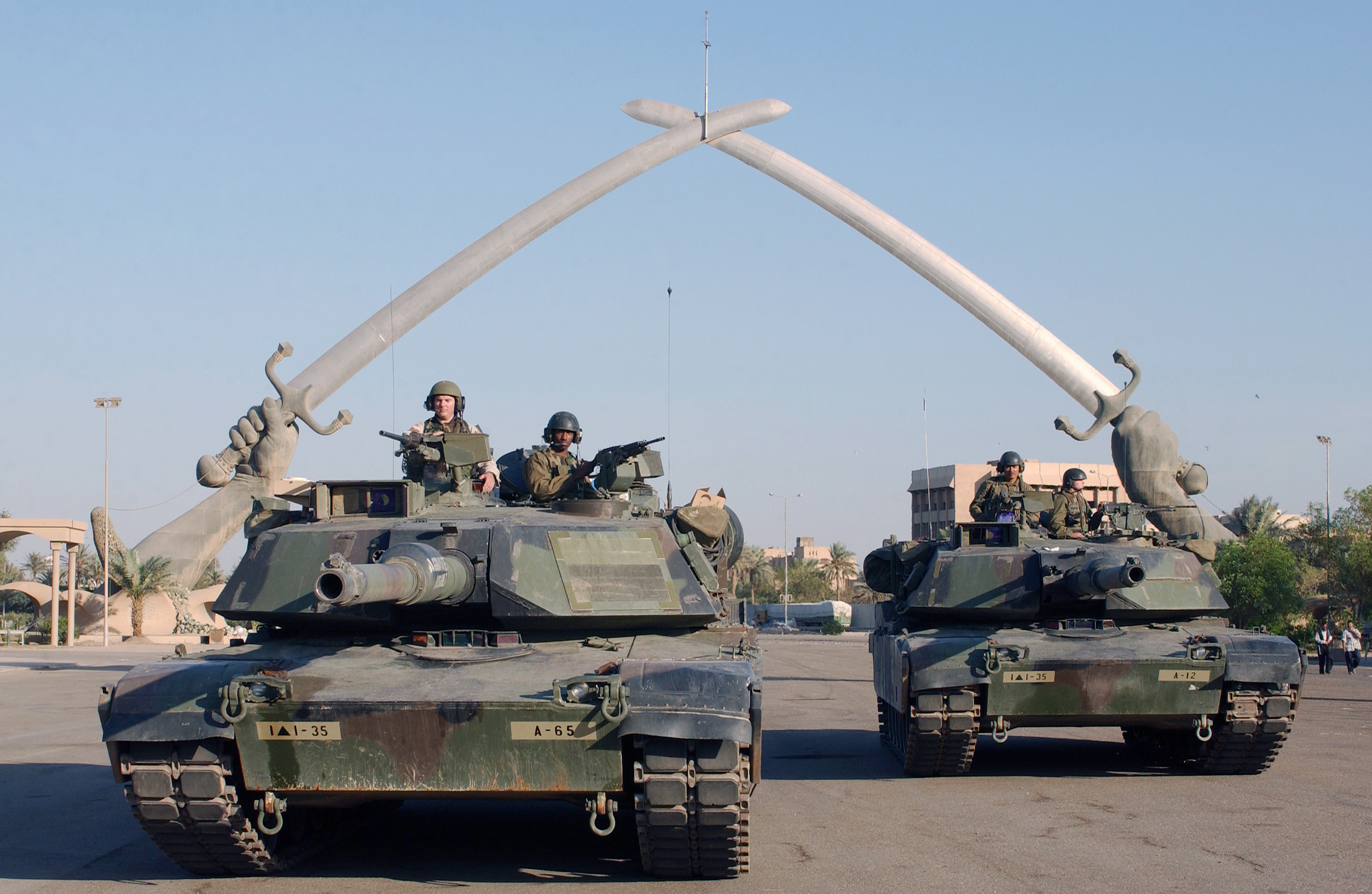
دبابات أمريكية تمر تحت قوس النصر في بغداد لدى دخولها بغداد عام 2003

بدأت عملية غزو العراق في 20 مارس 2003م وأستمرت لنحو 3 أسابيع، من قبل قوات الائتلاف بقيادة الولايات المتحدة الأمريكية وأطلقت عليه تسمية أئتلاف الراغبين وكان هذا الائتلاف يختلف اختلافاً كبيرا عن الائتلاف الذي خاض حرب الخليج الثانية لأنه كان ائتلافاً صعب التشكيل واعتمد على وجود جبهات داخلية في العراق متمثلة في الشيعة في جنوب ووسط العراق بزعامة رجال الدين والأكراد في الشمال بزعامة جلال طالباني ومسعود برزاني. وشكلت القوات العسكرية الأمريكية والبريطانية نسبة %98 من هذا الائتلاف، تسببت هذه الحرب بأكبر خسائر بشرية في المدنيين في تاريخ العراق الحديث وتاريخ الجيش الأمريكي منذ عدة عقود وقد سيطر خلال هذه الحرب تنظيم القاعدة والذي يعرف في العراق باِسم قاعدة الجهاد في بلاد الرافدين على المدن التي يسكنها أغلبية سنية وخاضت القوات الأمريكية العديد من المعارك من أجل القضاء عليها مما جعلها تتراجع عسكريا وتفقد سيطرتها على جميع المدن حتى نهاية عام 2009 مع هذا بقيت القاعدة موجودة في العراق تحت مسمى جديد وهو دولة العراق الإسلامية رغم ذلك فقد انتهت الحرب رسميا بالنسبة للولايات المتحدة ففي 15 ديسمبر 2011م، أُنزِل العلم الأمريكي في بغداد وأعلنت أمريكا انسحابها من العراق وغادر آخر جندي أمريكي العراق في 18 ديسمبر 2011م. على الرغم من هذا الانسحاب تصاعدت الهجمات الإرهابية وبقيت الحرب مستمرة بالنسبة للمتمردين حيث لم تتوقف العمليات العسكرية التي تستهدف الجيش والمدنيين بالعمليات الإنتحارية أو الأستهداف بالسيارات المفخخة للمدن.

### الاعتصامات

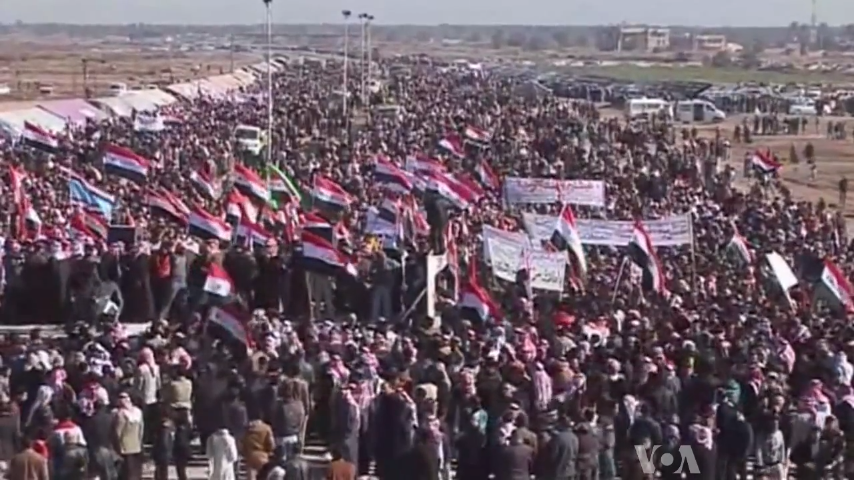
اعتصام الأنبار في مدينة الرمادي

انطلقت هذه الاعتصامات في أواخر شهر ديسمبر من العام 2012 في مدينة الأنبار غربي العراق اعقاب قيام قوة أمنية بمحاصرة منزل وزير المالية العراقي من القائمة العراقية رافع العيساوي واعتقال أفراد من حمايته على خلفية تورطهم بعمليات إرهابية
كان لاعتقال أفراد حماية العيساوي ومداهمة منزله سبباً مباشراً للدعوة إلى التظاهر ضد الحكومة من قبل زعماء القائمة العراقية حيث خرج بضعة آلاف من المتظاهرين إلى شوارع الأنبار بعد صلاة الجمعة وقام المتظاهرين باغلاق الطريق السريع في الفلوجة وطالب زعماء سنة بمحاسبة القوات التي قامت بمداهمة منزل العيساوي وإيقاف أستهداف الرموز السنية،  على خلفية التظاهرات قام مسلحين من جماعة دولة العراق الإسلامية بشن هجوم مسلح بتاريخ الثلاثاء 5 شباط على سجن الحوت في منطقة التاجي شمال بغداد حيث انفجرت سيارة مفخخة يقودها انتحاري استهدفت نقطة تفتيش للجيش العراقي على محيط السجن ادت إلى مقتل واصابة أكثر من 21 شخص من مدنيين أو جنود واعقب هذا الانفجار اطلاق نار كثيف على محيط السجن من قبل المسلحين تبعها مواجهات مباشرة مع افراد حماية السجن واشارت انباء متفرقة إلى قيام المسلحين بحرق سيارات تابعة إلى قوات سوات أو الفرقة الذهبية  واعلنت وزارة العدل العراقية عن احباط محاولة تهريب السجناء من قبل الجماعات المسلحة  بعد تصاعد وتيرة التصعيد ضد الحكومة والجيش العراقي قامت الحكومة بفض الاعتصام في 30 يناير 2013 حيث اقتحمت قوات الأمن العراقية ساحة الاعتصام بمدينة الرمادي التي أعتصم فيها ممثلون لعشائر محافظة الأنبار منذ نحو سنة. وقد أمر المالكي بفض الاعتصام بعد أن قال أن الساحة «تحولت إلى مقر لتنظيم القاعدة». وقتل 10 أشخاص على أقل تقدير لاندلاع اشتباكات مسلحة عند بدئ الشرطة إخلاء الخيام المقامة. وقد أعلن الناطق باسم وزارة الدفاع أن قادة الاعتصام وافقوا على إنهاءه بطريقة سلمية.

### بداية التمرد

المناطق التي سيطر عليها داعش والعشائر السنية في بداية التمرد

بعد أن قامت قوات الأمن بفض مخيم اعتصام في الرمادي وبعد اعتقال نائب مجلس النواب أحمد العلواني وقتل أخيه علي العلواني عندما قامت جماعات مسلحة قبلية بتوجيه سلاحها ضد الجيش العراقي. أدى إلى أنسحاب الجيش من بعض مدن محافظة الأنبار في 31 ديسمبر لتهدئة الأوضاع، بعدها قام تنظيم (داعش) بإحتلال أجزاء من مدينتي الفلوجة والرمادي الواقعتين في محافظة الأنبار ذات الأغلبية السنية، وأعلن التنظيم المناطق المحتلة دولًا مستقلة شملت المناطق التي سيطرة عليها كأقضية القائم وعانة وراوة.

## التسلسل الزمني للحرب

### بداية الهجوم العسكري

شعار المجلس العسكري العام لثوار العراق الذي كان العنصر الرئيسي في عملية سقوط محافظتي الموصل وصلاح الدين

بعد فض اعتصام الأنبار، قام حزب البعث والجماعات المتحالفة معه (مثل الجيش الإسلامي وحركة النقشبندية) بتشكيل المجلس العسكري العام لثوار العراق بقيادة ضباط سنّة سابقين موالين لصدام حسين -مثل مزهر القيسي- إضافة لبعض سياسيي نظامه. وقد وصفت قناة الجزيرة المجلس بأنه أحد المجموعات المسلحة المشتركة في الصراع ضد الحكومة العراقية وقد تشكلت هذه الجماعة للقتال ضد الحكومة المركزية والجيش العراقي كما قامت باستهداف الجيش في المدن السّنيّة أثناء حكم رئيس الوزراء العراقي نوري المالكي

### عام 2014

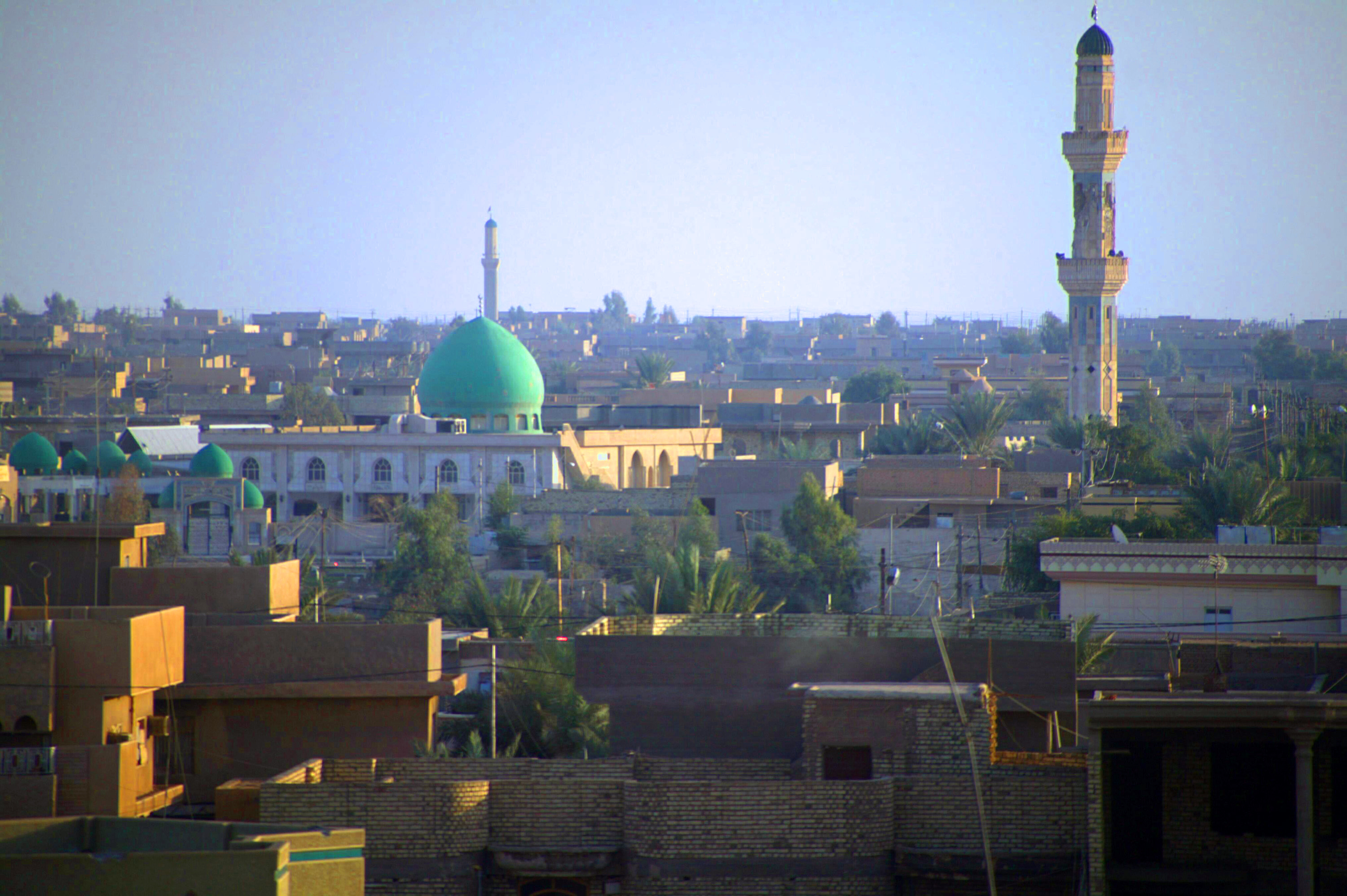
الفلوجة أول مدينة تسقط بيد تنظيم داعش

في 1 يناير عام 2014 هاجم مسلحو ثوار العشائر (المتمردون السنة) مراكز الشرطة المحلية في الفلوجة وسيطرو عليها دون مقاومة بعدها أعلن تنظيم داعش عبر مكبرات الصوت في مدينة الفلوجة بمحافظة الأنبار سيطرته الكاملة على المدينة وطلب من العشائر السنية الانضمام اليه لمواجهة القوات العراقية وكانت الفلوجة خلال حرب العراق الأولى المعقل الرئيسي لجميع التنظيمات السنية المتطرفة كتنظيم القاعدة وقد شكل سقوطها هذه المرة مشكلة كبيرة للحكومة العراقية بسبب موقعها الإستراتيجي القريب من بغداد ومطارها الدولي.

#### سقوط مدينة الموصل

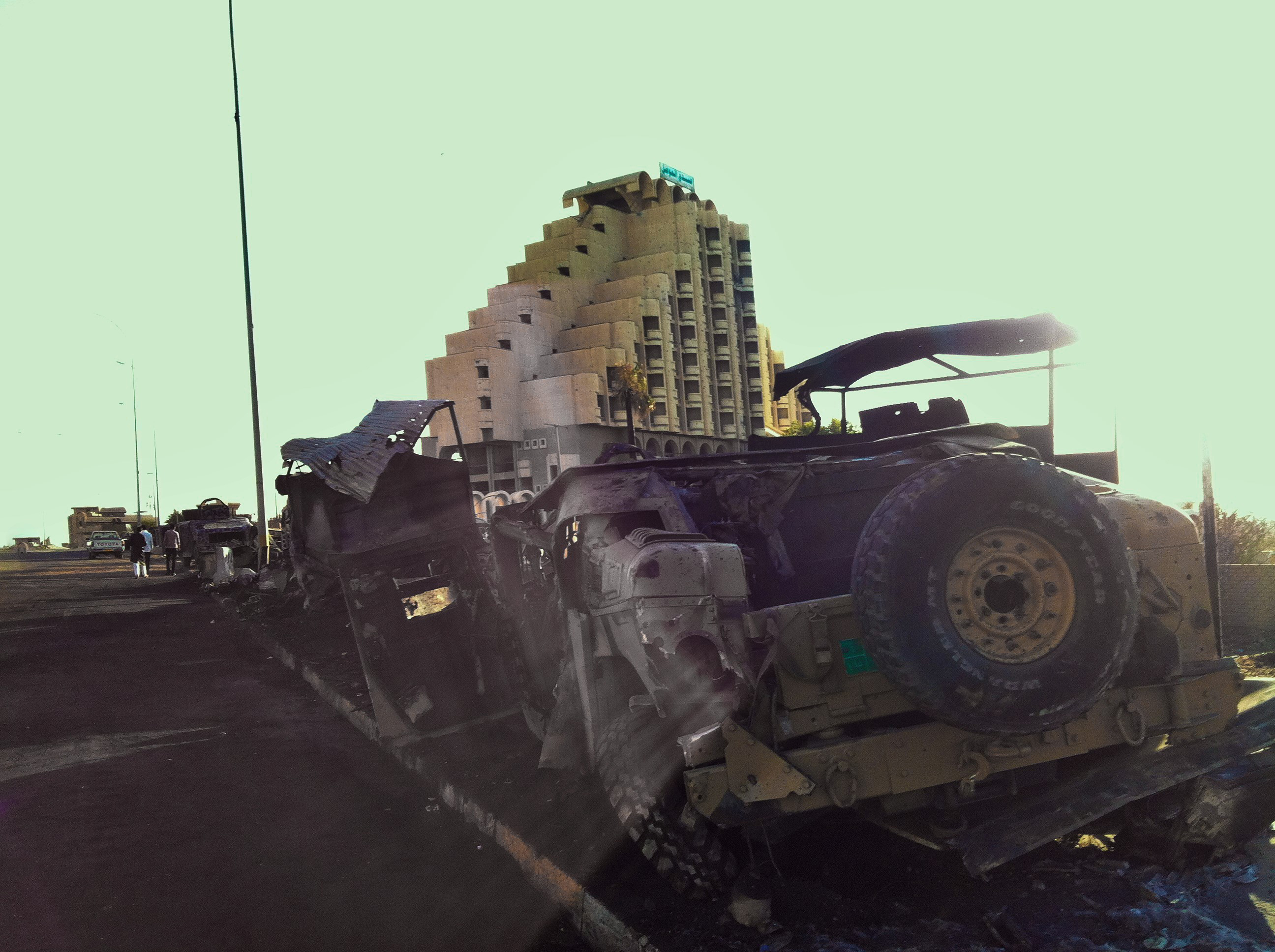
تحطم عربة همفي خلال حرب الموصل في 14 حزيران 2014

سقطت مدينة الموصل بالكامل بيد تنظيم الدولة الإسلامية (داعش) وقوات محلية متحالفة معها يوم 10 حزيران 2014 خلال حملها شنها بشمال العراق. وشهدت المدينة موجة نزوح نتيجة المعارك التي حدثت حيث اقتحم الآلاف من مقاتلي تنظيم داعش مطار الموصل وقواعد ومعسكرات عسكرية ومقر محافظة نينوى مما أدى إلى إنيهار جنود الجيش العراقي وانسحاب القوات إلى كردستان. وتمكن التنظيم من السيطرة على مدينة وأغلب مدن محافظة نينوى ومن ضمنها المنشئات الحيوية في المدينة من أهمها مبنى محافظة نينوى والمطار، والقنوات التلفازية، وأعقب ذلك إطلاق ثلاثة آلاف سجين من السجون والمعتقلات في الموصل، وسيطر التنظيم على كامل محافظة نينوى واطلق على المعارك التي خاضها اسم غزوة أسد الله البيلاوي واطلق على محافظة نينوى أسم ولاية نينوى، انسحبت البيشمركة من بلدات سنجار وزمار ووانة وربيعة بعد القتال وسيطر عليها تنظيم داعش ، بعد ذلك قام تنظيم داعش بإزالة بعض الأضرحة والمراقد في مدينة الموصل وباقي المناطق التي يسيطر عليها، مثل جامع النبي يونس ومتحف الموصل، مما أعتبر ارهاباً فكرياً، ونفذت هذه العمليات بما يتماشى مع العقيدة السلفية للتنظيم وحسب ايديولوجية التنظيم التي تعتبر هذه الأضرحة والمراقد أماكن تعبد لغير الله، وكانت المدينة منذ الحرب الطائفية قد حصلت فيها عمليات تغيير ديمغرافي للمسيحيين والشيعة والايزيديين وباقي الأقليات. قام التنظيم بإرتكاب مجزرة بعد سقوط المدينة بيده حيث شن هجوم على ناحية بادوش الواقعة شمال الموصل وسيطرة على سجن بادوش وكان فيه نحو ألف سجين هرب بعضهم أثناء الهجوم فيما قام التنظيم بأعدام نحو 670 أخرين على خلفيات طائفية.

### سقوط تلعفر

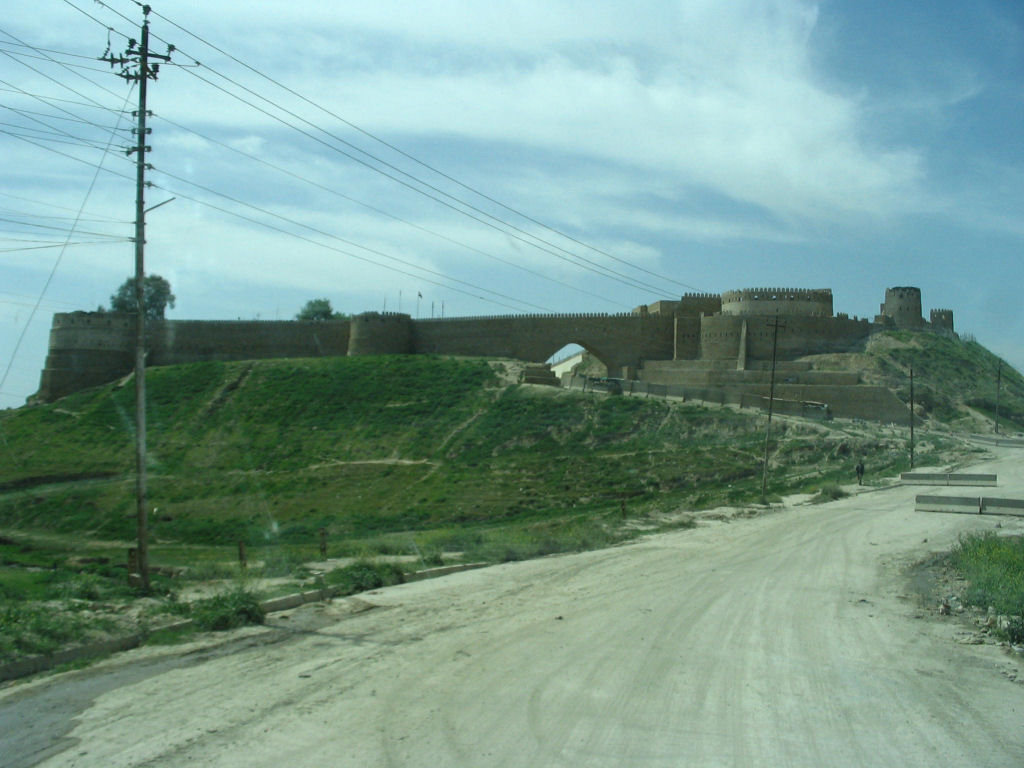
قلعة تلعفر حيث تحصنت القوات العراقية قبل الانسحاب

وفي فجر يوم الأحد الخامس عشر من حزيران 2014م شن تنظيم داعش هجوما على مدينة تلعفر ذات الأغلبية التركمانية الشيعية حيث دخلت مدينة تلعفر بداية على حي السلام ثم مالبثت أن تدفقت على باقي الأحياء عن طريق سيارات محملة بالمقاتلين والأسلحة وقد حاول الطيران العسكري العراقي بالقصف منع تقدم المسلحين للسماح بخروج السكان من المدينة، بعد أن بلغ المهاجمون ما يقارب 200 مقاتل بينما كان في المدينة 4000 مقاتل من القوات العراقية بقيادة قائد لواء العقرب السابق الملقب أبو الوليد.

### سقوط سنجار وربيعة

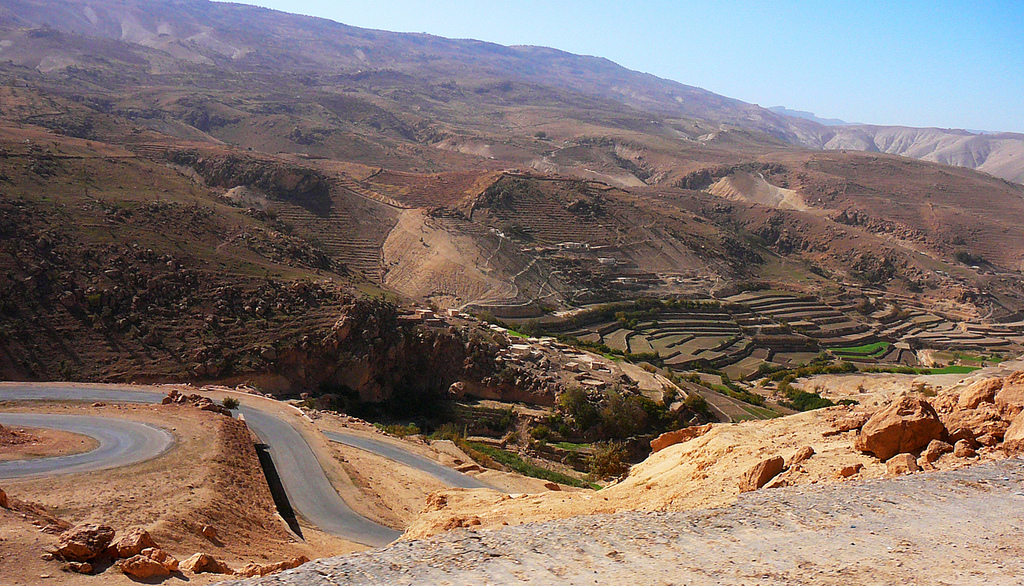
جبل سنجار الذي هرب اليه الإيزيديين خلال هجوم داعش

بعد سقوط مدينة الموصل أنسحبت قوات البيشمركة من بلدات سنجار وزمار ووانة وربيعة دون مقاومة عسكرية بعد هذا الانسحاب المفاجئ في شهر آب أغسطس جرت مجزرة سنجار من قبل تنظيم الدولة الإسلامية (داعش) ضد الأقلية الإيزيدية في محافظة نينوى في مدينة سنجار وضواحيها، وقد وصلت ضحايا هذه المجزرة حسب بعض التقديرات إلى حوالي 2000-5000 ولم يكتفي التنظيم بهذه المجزرة بل قام بسبي الفتيات الإيزيديات وأخذهن كجواري وتم بيعهن في أسواق الموصل والرقة والمناطق الأخرى التي كان يسيطر عليها التنظيم.

### سقوط الحويجة
تمكن مقاتلو داعش من السيطرة على قضاء الحويجة وخمس نواح في محافظة كركوك على المناطق الواقعة إلى الغرب والجنوب من مدينة كركوك (240 كلم شمال بغداد)، مركز المحافظة الغنية بالنفط والمتنازع عليها، بعد سقوط محافظة نينوى المجاورة بالكامل كذلك سيطروا أيضا على نواحي الزاب والرياض والعباسي الواقعة غرب كركوك، وناحيتي الرشاد وينكجا في الجنوب وبالتزامن مع أنهيار القوات العراقية سيطرة القوات الكردية على جميع المناطق المتنازع عليها أبرزها كركوك.

### حصار بيجي

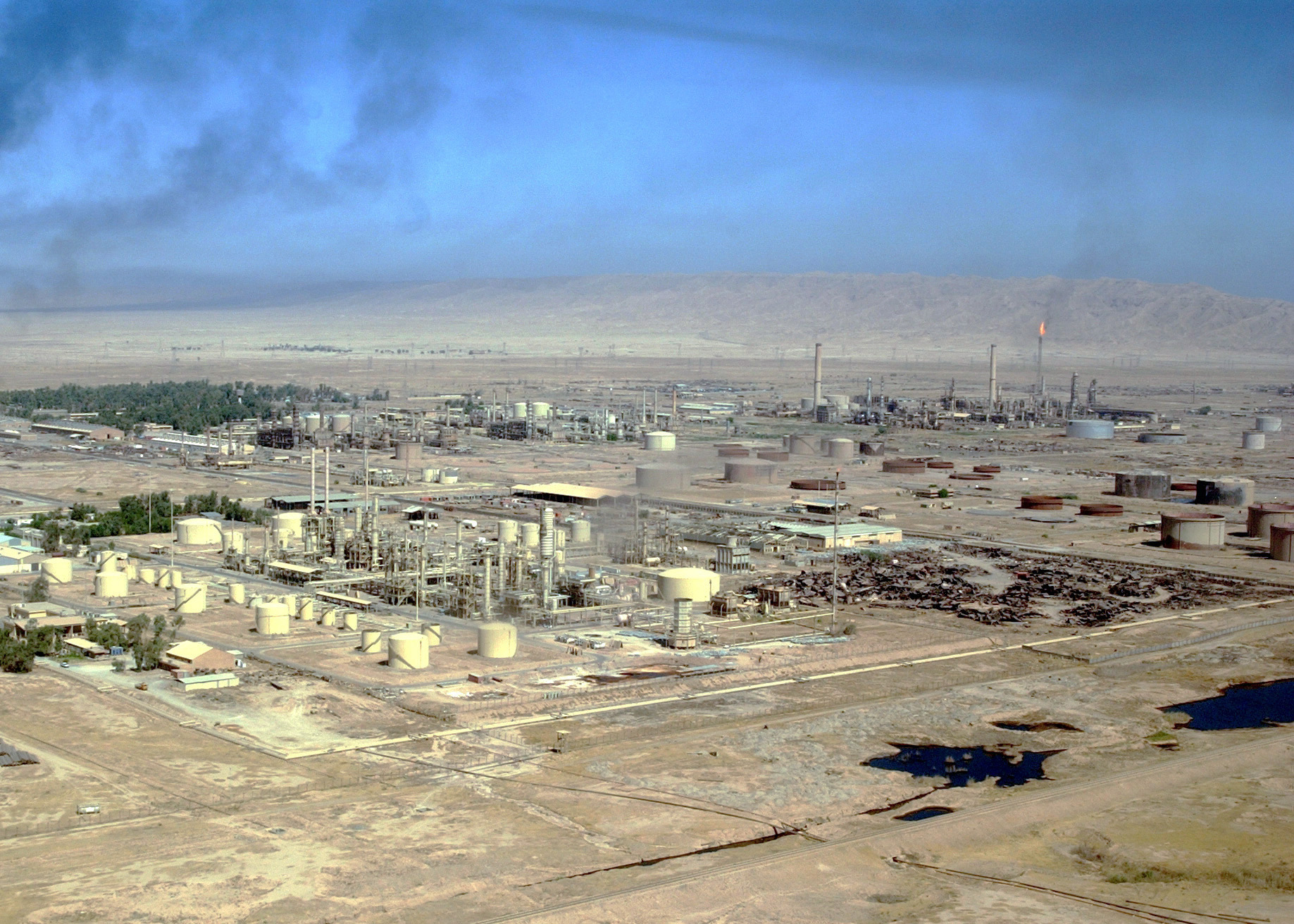
مصفاة بيجي النفطية أخر موقع في شمال صلاح الدين لم يسيطر عليه داعش

منذ بداية الهجوم على محافظة صلاح الدين أستطاع تنظيم داعش فرض حصار على مصفاة بيجي بعد سيطرته على مركز المدينة وجميع القرى المحيطة بالمصفاة وقد حاول التنظيم الدخول إلى المصفاة لكن لم يستطع بسبب المقاومة العنيفة التي واجهها على الرغم من التفوق العددي وقد بقيت المصفاة محاصرة لعدة أشهر دون أن يتم تحريرها بسبب انشغال القوات العراقية بالمعارك الأخرى.

### حصار آمرلي

مقاتلون من سكان آمرلي خلال الحصار الذي فرضه داعش

في 11 يونيو فرض تنظيم داعش حصاراً شاملاً على مدينة آمرلي التي يسكنها تركمان شيعة. بدأ الحصار على المدينة عقب سقوط الموصل وانسحاب الجيش العراقي من العديد من المدن في تموز 2014. سيطر مسلحو داعش على كل القرى السنية التي تحيط بآمرلي وبالتالي عُزلت المدينة عن باقي المدن التي بقيت تحت سيطرة الدولة العراقية. قام تنظيم داعش خلال فترة الحصار بقطع الماء ومنع دخول الغذاء والدواء للمدينة طيلة 80 يوماً. وكان يشن هجوم يومي من كل الجهات في محاولة لاقتحام المدينة الا ان سكان المدينة نظموا انفسهم بخطوط دفاعية لم يستطع مسلحو التنظيم اختراقها. استخدم التنظيم 5 دبابات و6 همرات و3 مدرعات برادلي و300 مقاتل في أول هجوم له دون تحقيق أي نتيجة.

### سقوط تكريت ومجزرة سبايكر

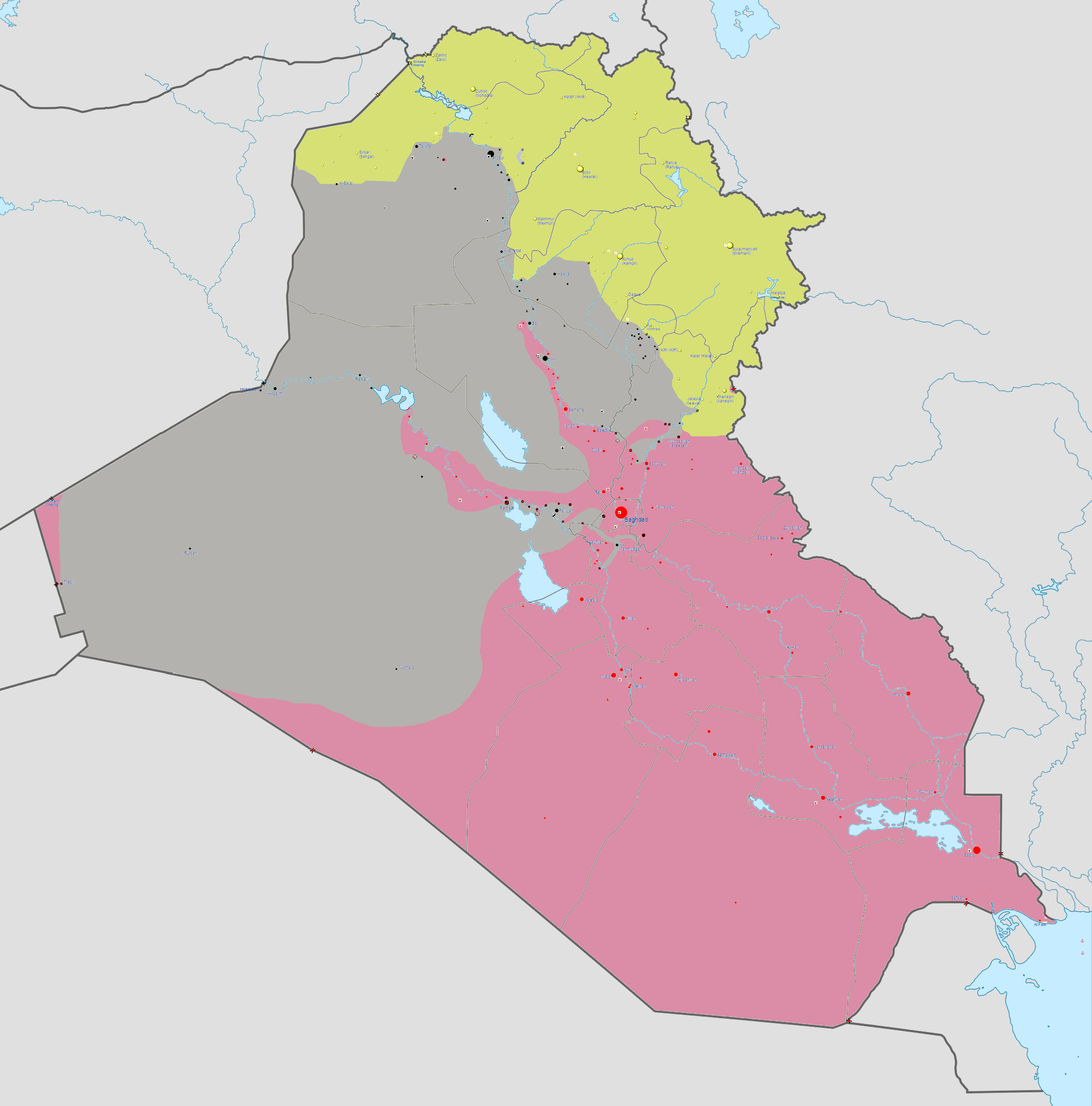
الوضع العسكري في العراق في شهر يونيو 2014م

سقطت مدينة تكريت عاصمة محافظة صلاح الدين بيد تنظيم داعش وعناصر حزب البعث بالكامل وأعلن عزة الدوري في خطاب متلفز عن تأييده ما أسماهم بالثوار وأبطال القاعدة والدولة الإسلامية وقد قام بتعديد أسمائهم عند سيطرتهم على المدينة. وقام المسلحون بعد ذلك بأسر نحو (2000-2200) طالب في القوة الجوية العراقية وقادوهم إلى القصور الرئاسية في تكريت، وقاموا بقتلهم هناك وفي مناطق أخرى رمياً بالرصاص ودفنوا بعض منهم وهم أحياء.
وقد صورت داعش مجريات هذه المجزرة وقد أشترك فيها بعض من أفراد العشائر السنية (المنتمين إلى حزب البعث العربي الإشتراكي وتنظيم داعش) في محافظة صلاح الدين، وقد نجح بعض الطلاب العراقيين في الهروب من المجزرة إلى قضاء العلم التي كانت صامدة آنذآك ولم تسقط بيد تنظيم الدولة الإسلامية في العراق والشام حتى تاريخ 24 يونيو 2014م، حيث إستقبلتهم قبيلة الجبور في هذه الناحية والتي يفصلها نهر دجلة عن تكريت وأمنت لهم عجلات ومستمسكات للهرب من سيطرات التنظيم  وكما هرب بعضهم بطرق أخرى، وقد روى بعض الطلاب مجريات المجزرة حيث تم حسب قولهم وشهاداتهم تسليم الطلاب من قاعدة سبايكر بسبب خداع بعض القادة العسكريين للطلاب وايهامهم بأن الوضع آمن.

### إعلان الجهاد الكفائي

شعار الحشد الشعبي في بداية أنشاءه

في 14 يونيو وبعد وصول داعش إلى أطراف بغداد دعا المرجع الديني الاعلى السيد علي السيستاني إلى «الجهاد الكفائي لكل مَن يستطيع حمل السلاح ومقاتلة الارهابيين دفاعاً عن بلده وشعبه ومقدساته، اذ عليهم من سنّة وشيعة التطوع للانخراط في القوات الامنية، لأن (داعش) يستهدف جميع المحافظات من دون استثناء، فبعد نينوى وصلاح الدين اعلنوا انهم قادمون إلى بغداد والنجف وكربلاء مستهدفين كل العراقيين في جميع مناطقهم، ومن هنا فان مسؤولية التصدي لهم ومقاتلتهم في العراق هي مسؤولية الجميع ولا تختص بطائفة دون أخرى أو بطرف دون آخر».
بعد هذا الإعلان تم تشكيل قوات الحشد الشعبي الذي ضم بعض الفصائل المسلحة بعد أن أصدر نوري المالكي، رئيس الوزراء والقائد العام للقوات المسلحة آنذاك، أوامر بتعبئة الجماهير وتشكيل هيئة الحشد الشعبي، كي يقفوا بوجه التهديدات داعش لبغداد وأطرافها، وبدأ الحشد الشعبي يوم 13 مارس 2014 بعد اجتماع بين نوري المالكي وقادة الكتائب المسلحة، ومن ثم ذهاب الكتائب إلى الفلوجة. وتم الاتفاق على حماية بغداد وسامراء والمناطق الغربية، وقد تشكل الحشد في البداية من كتائب حزب الله وعصائب أهل الحق ومنظمة بدر وقوات الشهيد الصدر. ثم توسع الحشد من المتطوعين الذين استجابوا لفتوى الجهاد الكفائي وهم بغالبهم من الشيعة وانضم إليهم لاحقا العشائر السنية من المناطق التي سيطرت عليها داعش في محافظات صلاح الدين ونينوى والأنبار وكذلك إنخرط في صفوف الحشد آلاف أخرى من مختلف الأديان والقوميات كالمسيحيين والتركمان والأكراد.

### تحرير آمرلي
بعد نحو ثلاثة أشهر من الحصار الذي تعرضت له آمرلي انطلقت عملية لتحرير المدينة وبدأت من ثلاثة محاور هي الطوز صوب قرية السلام وبسطاملي (شمالا) ومحور كفري امرلي (شرقا) ومحور العظيم انجانه (جنوبا) وقوات الجيش تهاجم من جنوب آمرلي فيما يهاجم الحشد الشعبي من كفري وتهاجم من محور ثالث قوات البيشمركة والحشد الشعبي. وفي 31 من آب أعلن الجيش العراقي فك الحصار بالكامل عن المدينة وهزيمة تنظيم داعش في المنطقة وطرده من الأجزاء الشرقية لمحافظة صلاح الدين.

### عملية عاشوراء
مع أقتراب شهري محرم وصفر وفيهما يحي الشيعة ذكرى واقعة الطف وأربعينية الأمام الحسين وتهديدات داعش بإستهداف هذه الشعائر, أعلن مسؤولون عراقيون إن جرف النصر تمثل تهديداً على كربلاء وأن استعادة المنطقة تُعد أولوية قصوى قبل شهر محرم, وأدى إنفجار خمس سيارات مفخخة في كربلاء قبل أسبوع من انطلاق العملية إلى تسريع العملية. وفي 24 تشرين الأول أكتوبر 2014 إنطلقت العملية بمشاركة القوات العراقية والحشد الشعبي أدى إلى تحرير المدينة ولم تستغرق العملية سوى يومين فقط وكان في المدينة نحو 500 مسلح من داعش كانت العملية ضربة قاضية في وجه التنظيم حيث فقد أهم نقطة إستراتيجية. وفي الوقت نفسه، استعادت القوات الكردية زمار.

### تشكيل التحالف الدولي

الدول المشاركة في التحالف ضد داعش.

في شهر أكتوبر قامت الولايات المتحدة الأمريكية بتشكيل تحالف دولي لمواجهة داعش وأطلقت عليه
قوة المهام المشتركة – عملية العزم الصلب (ويُطلق عليها اختصارًا (CJTF–OIR) هي قوة مهام مشتركة أُنشئت للقضاء على تنظيم الدولة الإسلامية في العراق والشام (داعش). شكّلتها القيادة المركزية الأمريكية في أكتوبر عام 2014، وقد تم انعقاد أول مؤتمر لهذا التحالف في الأسبوع الأول من شهر ديسمبر عام 2014. تمت تسمية العمليات بهذا الاسم من قبل وزارة الدفاع الأمريكية، وتتألف من القوات العسكرية الأمريكية وأفراد من أكثر من 30 بلدًا.

### حملة ديالى

محافظة ديالى في العراق

أطلقت الحكومة العراقية في شهر تموز من العام 2014 أول حملة عسكرية لتحرير محافظة ديالى حيث سيطرة تنظيم داعش على معظم المدن والقرى السنية المحاذية لمحافظة صلاح الدين وكركوك نفذت القوات العراقية مع الحشد الشعبي والبيشمركة ما يقارب أكثر من 50 عملية عسكرية لتحرير كامل محافظة ديالى وقد بلغ خسائر القوات الأمنية العراقية المشتركة حوالي 58 قتيل و482 جريح وبلغت خسائر تنظيم داعش أكثر من ألف قتيل بينهم 300 قتيل أجنبي وعربي وبدأت عمليات التحرير من ناحية العظيم ونتهت في بتحرير مدينة جلولاء

### هجوم الضلوعية

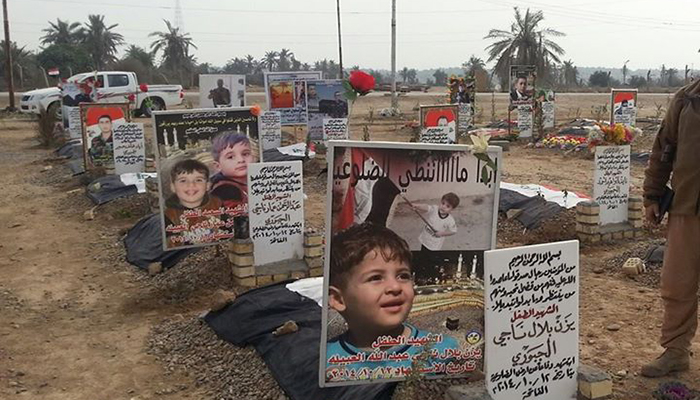
مقبرة تضم جميع الذين قتلوا أثناء الحصار بينهم أطفال

في يونيو حزيران سقطت ناحية الضلوعية التابعة لمحافظة صلاح الدين 85 كم شمال بغداد في قبضة تنظيم الدولة الإسلامية دخل التنظيم الضلوعية يوم 11 حزيران 2014 والتي يسكنها قبائل عربية سنية وبعد يومين فقط انتفظت العشائر ضد التنظيم وقاموا بطرده من الناحية إلى المناطق القريبة من ديالى وسامراء ولكن بعد شهر كامل رجع التنظيم وفرض حصاراً على الضلوعية من ثلاث جهات ودمر جميع الجسور التي تربطهم بالمدن المجاورة دام الحصار أكثر من 200 يوم وسقطت معظم الناحية ما عدا منطقة عرب جبور التي بقيت صامدة وفي شهر كانون الثاني 2015 تمكن الجيش العراقي والحشد الشعبي بمساعدة عشائر الضلوعية من تحرير الناحية بالكاملمهدت هذه العملية إلى فك الحصار عن مدينتي بلد والدجيل المحاصرتين بالأضافة إلى فتح طريق بغداد - سامراء.

### حملة صلاح الدين

محافظة صلاح الدين

بعد فك الحصار عن جميع المدن العراقية المحاصرة بدأت الحكومة للتحضير في بدء هجوم معاكس على داعش لتحرير محافظة صلاح الدين وبعد أشهر من المناورات التحضيرية وجمع المعلومات الاستخبارية، بدأت قوة مكونة من 23،000 مقاتل متحالف بينهم قوات الأمن العراقية، ومقاتلي الحشد الشعبي ومسلحو قبائل سنية هجوماً في بداية مارس لتطويق داعش وإيقاع مقاتليه في تكريت وضواحيها ضمن وفرض حصار على التنظيم الذي يتحصن في مركز المحافظة. لاقت العملية نجاحاً حاسماً، حيث تم تطويق جميع مسلحي داعش وتم تحرير قضاء العلم والعوجة وقضاء الدور وفك الحصار عن سامراء والسيطرة على تلال حمرين الجنوبية.

### 2015

#### تحرير تكريت

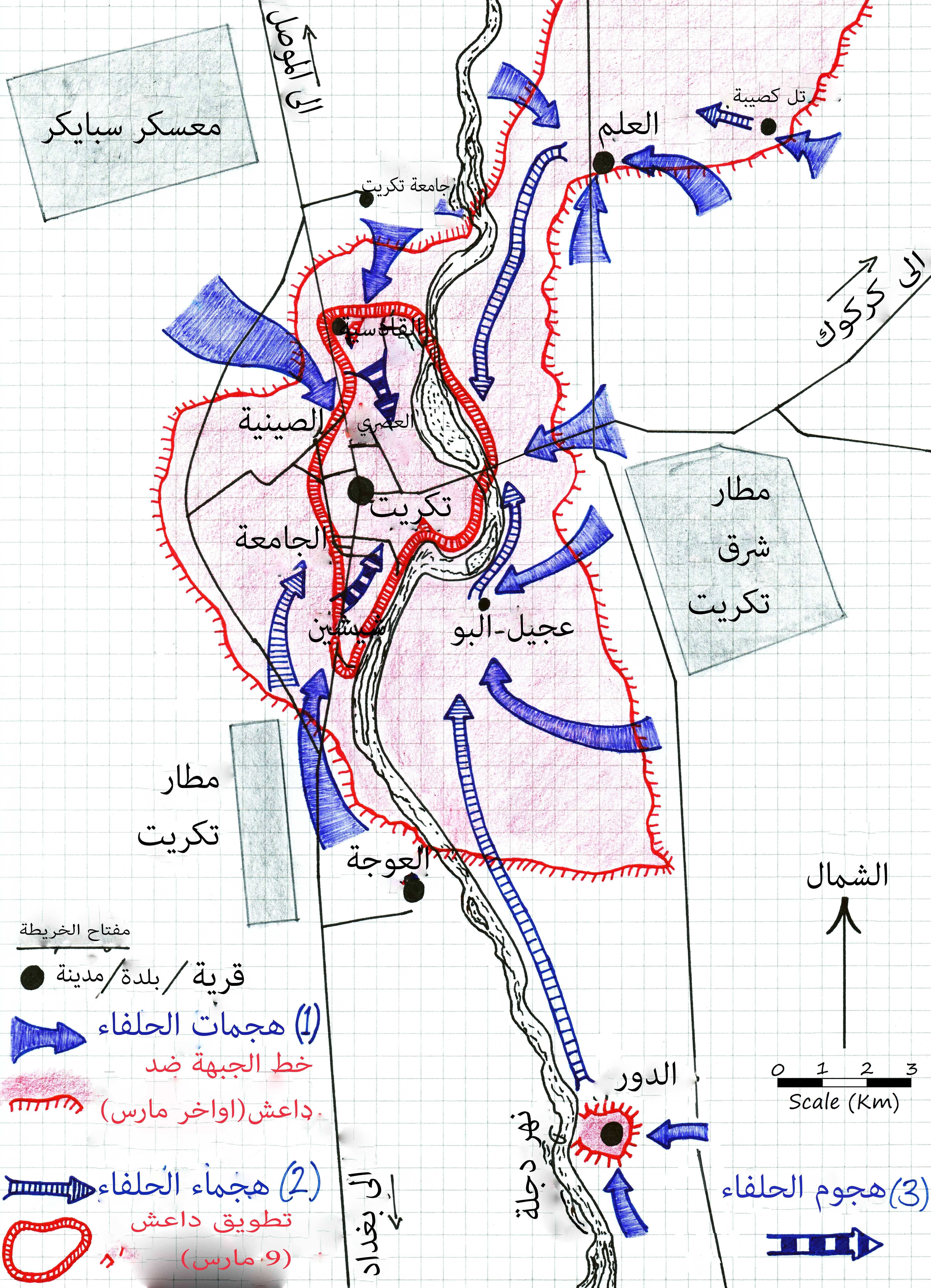
رسم بياني يوضح الوضع العسكري في وسط محافظة صلاح الدين بحلول منتصف مارس 2015

يوم 11 مارس بدأ الجيش العراقي وقوات «الحشد الشعبي» عملية عسكرية واسعة لتحرير مدينة تكريت من سيطرة تنظيم داعش، وذلك من خلال التقدم من أربعة محاور، بعد استكمال حصار المدينة التي تمكن الجيش من دخول كافة أحيائها ووصول تعزيزات عسكرية للقوات الحكومية .
فدخل المقاتلين مدينة تكريت وتقدموا من الشمال والجنوب في أكبر هجوم واستولوا على جزء من حي القادسية الشمالي في حين قوة أخرى تقدمت من الجنوب باتجاه وسط المدينة الواقعة على نهر دجلة .
ثم تمكنت القوات من رفع العلم العراقي فوق المستشفى العام جنوب تكريت.و دخلت منطقة القصور الرئاسية شرق تكريت، من محورين.
وتعرضت المناطق المتبقية من تكريت إلى قصف مكثف بالمدفعية الثقيلة، ومراقبة مكثفة من الطائرات العراقية.
ثم بدأت القوات هجومها على مركز مدينة تكريت عبر منطقة الديوم.
و واصلت زحفها بهدف السيطرة على مركز مدينة تكريت .

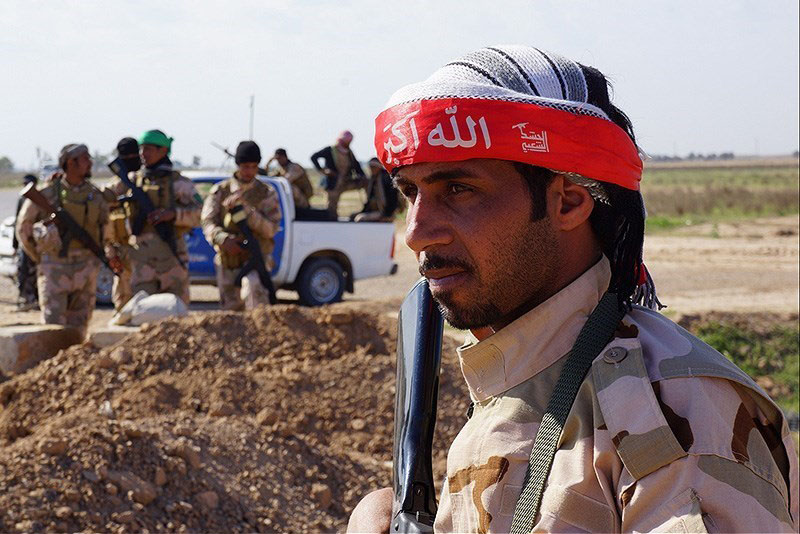
مقاتل من الحشد الشعبيّ مع أفراد الجيش العراقي خلال المعركة

وجهت حكومة رئيس الوزراء حيدر العبادي طلباً إلى التحالف الدولي الذي يضم ستين بلداًَ بقيادة واشنطن بتوجيه ضربات جوية على تكريت، لكن الحشد الشعبي توقف عن الهجوم وهدد بالانسحاب من المعركة في حال تدخل التحالف الدولي وبعد ضغوط كبيرة على رئيس الوزراء قرر منع التحالف من تقديم أي مساعدة في المعركة. وفي 31 مارس أستطاعت القوات العراقية تحرير المدينة بالكامل.

### فك الحصار عن مصفى بيجي

بيجي بعد فك الحصار

بعد نزاع طويل بين القوات العراقية المحاصرة والحشد الشعبي تمكنت قوات جهاز مكافحة الإرهاب بمساندة عصائب أهل الحق في 21 مايو 2015م من فك الحصار عن مصفى بيجي بالكامل وتحرير نحو 300 جندي ومقاتل كان محاصر في المصفى وقد كان أطول حصار نفذه داعش على القوات العراقية منذ هجوم يونيو عام 2014.

### سقوط الرمادي

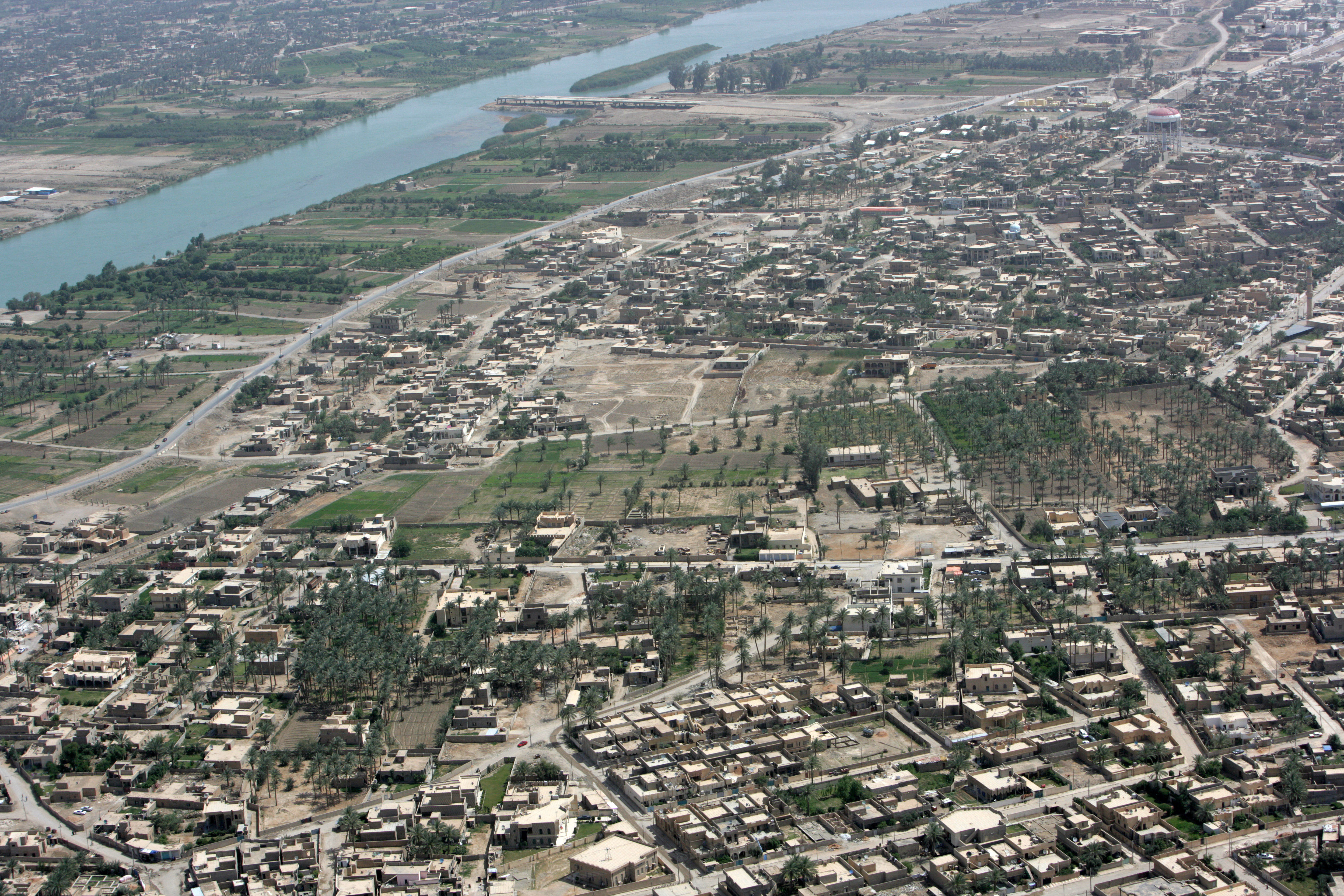
الرمادي مركز محافظة الأنبار

في 17 مايو 2015 تمكن تنظيم داعش من السيطرة بالكامل على مدينة الرمادي مركز محافظة الأنبار بعد انسحاب الشرطة المحلية وقوات الجيش منها وقد حقق التنظيم تقدماً كبيراً في مدينة الرمادي على خلفية هذا الانسحاب مما هدد الإنجازات العسكرية التي حققتها القوات العراقية في محافظة صلاح الدين وأصبحت نحو 90٪ من الأنبار تحت سيطرة تنظيم داعش بستثاء عامرية الفلوجة والخالدية وحديثة التي تعرضت للحصار تسببت المعركة بنزوح نحو 133 الف من سكان المدينة.

### حصار حديثة
بعد سيطرة تنظيم داعش على مدينة الرمادي بالكامل فرض التنظيم حصار كبير على مدينة حديثة التي تقع في أقصى غرب العراق وبسبب الحصار الخانق الذي تعيشه المدينة، واجهة سكان المدينة صعوبات كبيرة في إدخال المواد الغذائية والأدوية إلى المدينة، فيضطرون أحيانا إلى سلوك طرق مهجورة في أعماق الصحراء والتنقل عبرها وصولا إلى المدينة وكانت أغلب المساعدات تأتي من خلال الدعم الجوي.

### تحریر سنجار

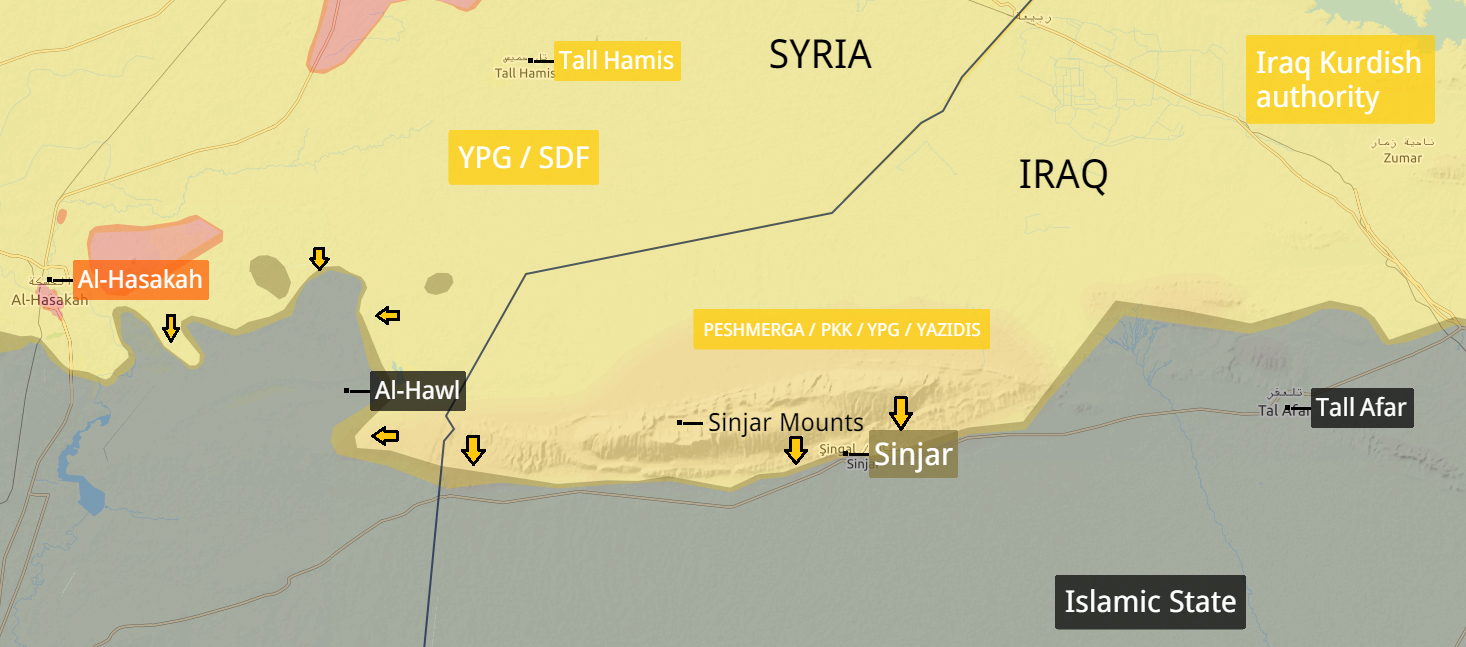
الهجوم الكردي المشترك للسيطرة على سنجار

بالنسبة إلى الوضع العسكري في شمال العراق إستطاعت قوات البيشمركة ووحدات حماية الشعب الكوردية (ypg) وبأسناد من القوات الأمريكية من السيطرة على قضاء سنجار التي كانت بأيدي مسلحي تنظيم الدولة الإسلامية (داعش) وحررتها في يوم الجمعة 13 تشرين الثاني 2015م، وشارك في الهجوم الأخير نحو 7500 من مقاتلي البشمركة الكردية وكانوا مدعومين بقوات محلية من طائفة الإيزيديين، كما شارك مقاتلوا حزب العمال الكردستاني التركي (بي كي كي) في الهجوم أيضا.

### عمليات ثارات العسكريين

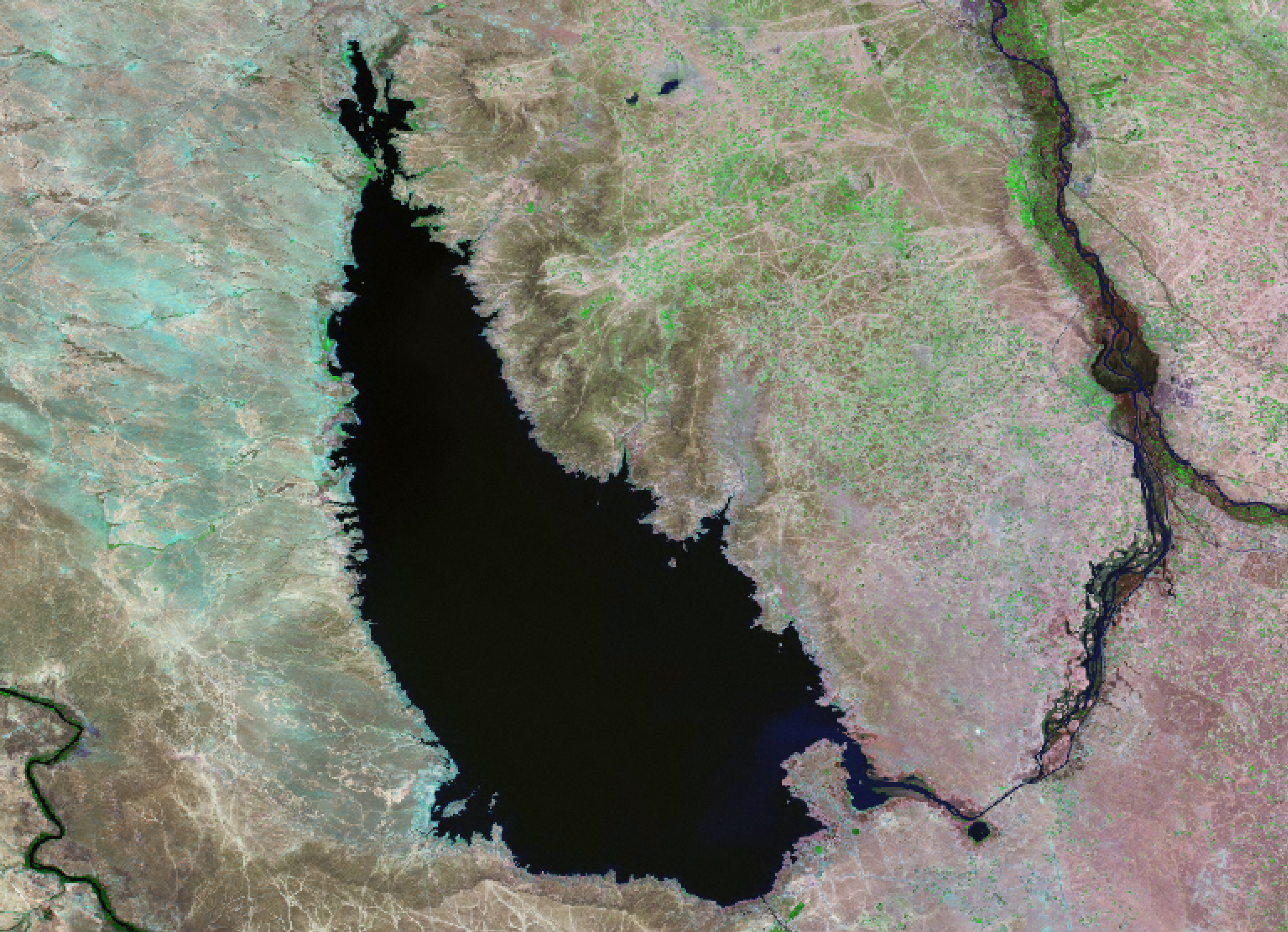
جزيرة سامراء وبحيرة الثرثار

في 25 مايو بدأت القوات العراقية عملية عسكرية كبيرة لتحرير غرب محافظة صلاح الدين من سيطرة تنظيم داعش على مناطق غرب محافظة صلاح الدين منذ قرابة سنة كاملة، وبدأت العملية العسكرية من أربع محاور، وهي: المحور الأول يبدء من منطقة مكشيفة، والمحور الثاني من غرب سامراء، والمحور الثالث من غرب مدينة تكريت، والمحور الرابع من جنوب غرب منطقة غرب قضاء بيجي ومنطقة الصينية، بدأت العملية بقيادة الحشد الشعبي والقوت الأمنية من شرطة اتحادية عراقية والجيش العراقي. كان سبب عمليات تحرير جزيرة سامراء -البالغ مساحتها حوالي 5 آلاف كيلومترٍ مربع، وعدد القرى البالغ عددها حوالي 65 قرية زراعية- هو تحرير ما تبقى من محافظة صلاح الدين وتأمين مرقد الأمامين العسكريين، وحماية مدينة سامراء من الهجمات التي يشنها تنظيم تنظيم داعش من خلال قنابل الهاون التي تسقط على المدينة.

### عمليات لبيك يارسول الله الثانية

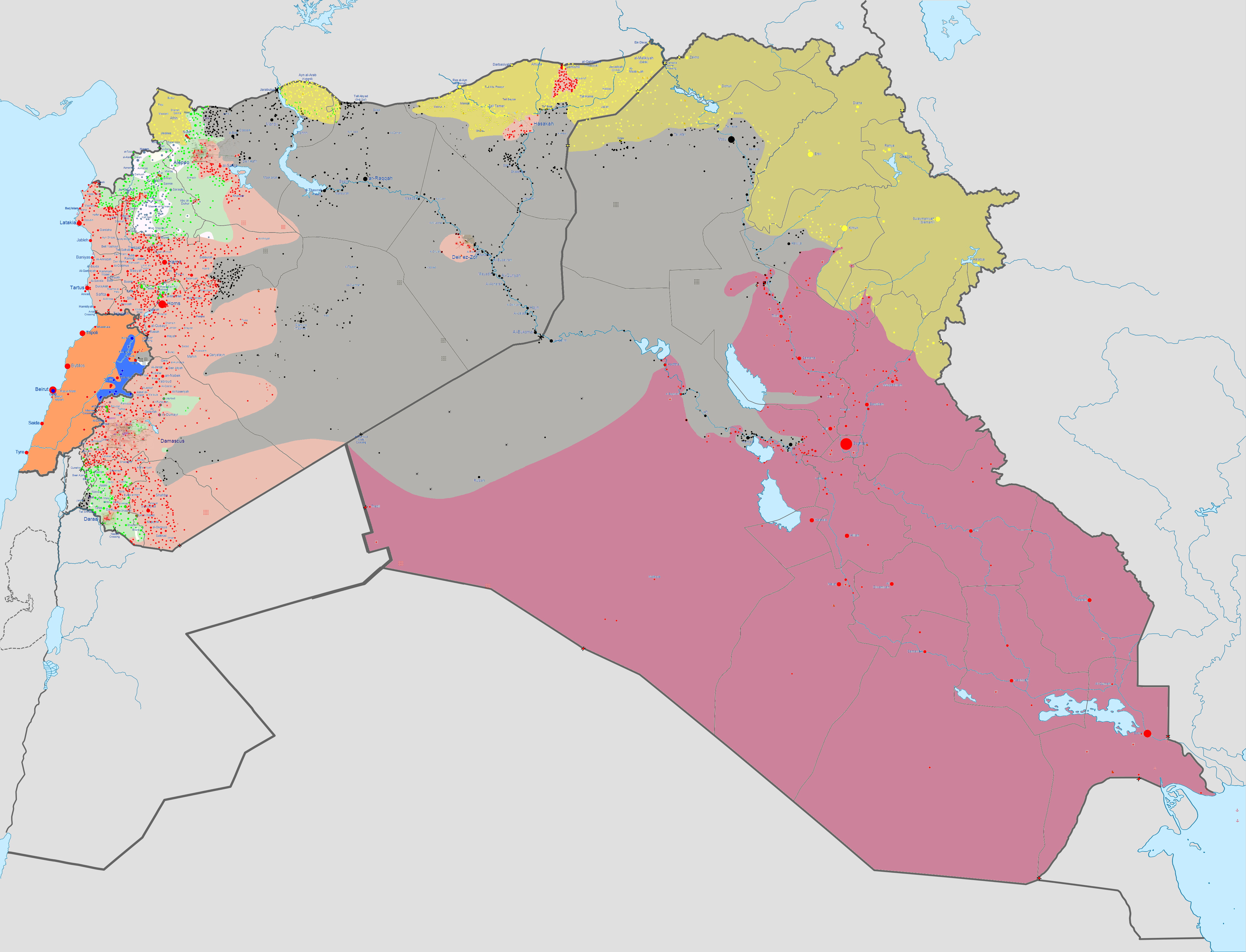
الوضع العسكري في العراق سنة 2015م

بعد فك الحصار عن الجنود المحاصرين في بيجي تراجعت القوات العراقية إلى الجنوب من المدينة مما جعل داعش يسيطر مرة أخرى على المصفى وأجزاء من مدينة بيجي وأطلق عليها مدينة بيجي العصية. لذلك بدأت القوات العراقية والحشد الشعبي هجومها الأخيرة على بيجي. وفي 22 أكتوبر تمكنت القوات العراقية والحشد الشعبي من تحرير كامل قضاء بيجي بما في ذلك المصفاة والمدينة والنواحي التابعة له ومنحت القوات العراقية السيطرة الكاملة على الطريق السريع الممتد من بغداد إلى بيجي وأصبحت المدينة قاعدة للهجوم على الموصل.

### حملة الأنبار

#### الهجوم الأولي

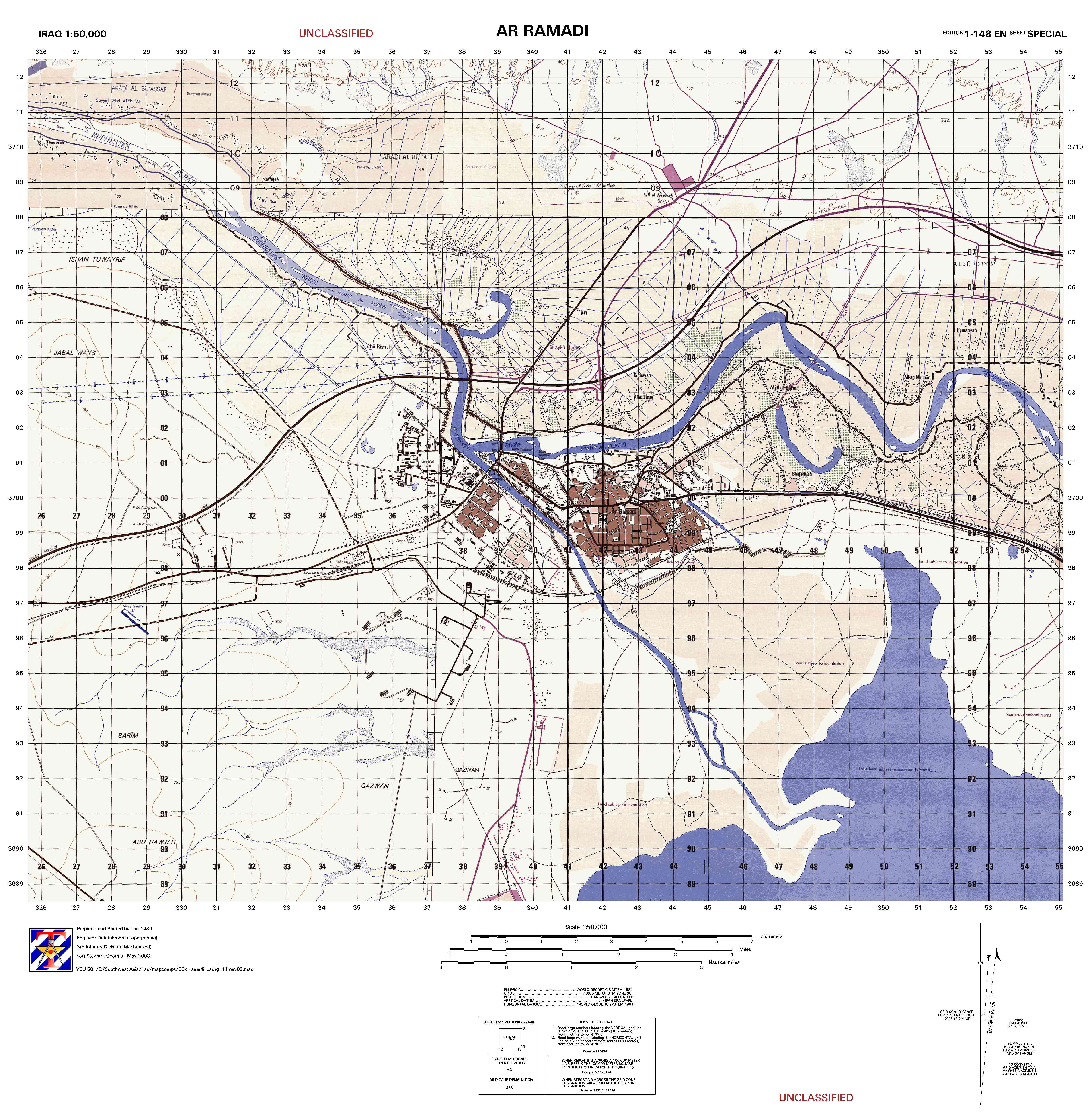
موقع مدينة الرمادي

وفي فجر 13 يوليو، شن الجيش العراقي، بدعم من الحشد الشعبي والقبائل السنية الموالية للحكومة، هجوما على عدة جبهات في الانبار، بما في ذلك في الرمادي. وذكرت مصادر الشرطة في المقاطعة أن القوات العراقية إندفعت نحو الرمادي من الغرب والجنوب. ووفقا لأنصار داعش، فإن المسلحون قد صدوا التقدم الذي أحرزته القوات العراقية.
وعند ظهر اليوم إستعاد الجيش العراقي إستاد الرمادي الأوليمبي في غرب الرمادي ووصل إلى الجزء الشرقي من المدينة. ووفقا للمسؤولين العراقيين، دفع المقاتلون المواليون للحكومة أيضا المتطرفين من المناطق الشرقية من الرمادي. وفي 20 يوليو، تم تدمير الإستاد الأوليمبي من قبل مقاتلي داعش بمتفجرات تنفجر عن بعد. وقال مسؤولون عسكريون أن عددا من مقاتلي الحشد الشعبي ربما كانوا داخل الاستاد وقت تدميره لكنهم لم يقدموا أرقاما للإصابات. وفي 23 تموز/يوليو، أعلنت الحكومة العراقية انها نشرت القوات العراقية المدربة من قبل الولايات المتحدة للمرة الأولى لإستعادة الرمادي. وقال قادة الحشد الشعبي إن التركيز الرئيسي لهم ينصب حاليا على استعادة الفلوجة بدلا من الرمادي وأشارت الحكومة العراقية إلى انه لن يتم استخدام مقاتلي الحشد لتحرير الرمادي. وفي 26 تموز/يوليو، إستعادت قوات من أجهزه مكافحة الإرهاب العراقية السيطرة الكاملة على جامعة الأنبار من مقاتلي داعش بدعم من الجيش العراقي والدعم الجوي من التحالف الدولي والطائرات العراقية. وفي 29 تموز/يوليو، قتل 12 جنديا عراقيا عندما إصطدم انتحاريين من داعش بسيارتيين محملتين بمتفجرات بقوات منتشرة خارج مجمع الجامعة. وفي 11 أب/أغسطس، قال مسؤول كبير بالتحالف إن القوات العراقية حاصرت المدينة وتستعد لشن هجوم نهائي لإستعادتها. وفي 23 أب/أغسطس، قتلت داعش 23 جنديا عراقيا من بينهم 17 جنديا عسكريا عراقيا و6 مقاتلين سنيين في هجوم إنطوى على استخدام الانتحاريين والمدفعية. وفي 25 أب/أغسطس، صدت القوات العراقية هجوما انتحاريا في غرب الرمادي بتدمير ثلاث مركبات مفخخة وقتل كل من بداخلها. وفي 27 أب/أغسطس، قتل اثنان من جنرالات الجيش العراقي و3 جنود في هجوم انتحاري بينما أصيب 10 جنود آخرين بجراح.
وفي 10 سبتمبر/أيلول، قامت غارة جوية شنها التحالف بقيادة الولايات المتحدة الأمريكية بتدمير قاعدة عمليات داعش ومنطقة المدرجات في إستاد مدينة الرمادي. وفي 15 أيلول/سبتمبر، ذكرت الانباء أن قوة قوامها 160 جنديا أمريكيا وصلت إلى قاعدة الحبانية الجوية ومن المتوقع أن تساعد الجيش العراقي على استعادة الرمادي. كما أشارت التقارير غير المؤكدة إلى أن الولايات المتحدة وافقت على المشاركة في القتال البري ضد داعش إذا انسحبت قوات الحشد الشعبي من الانبار. بيد إن متحدثا باسم الجيش العراقي نفى هذه التقارير قائلا إن القوات الأمريكية في القاعدة الجوية كانت هناك لمجرد تقديم المشورة العسكرية وتنسيق الغارات ضد أهداف داعش. كما نفي المتحدث باسم الحشد الشعبي كريم النوري هذه التقارير قائلا إن قوات الحشد الشعبي مازالت منتشرة في الانبار.

### توقف الحملة
وبحلول أواخر أيلول/سبتمبر، كانت عملية استعادة الرمادي قد توقفت، حيث تمركزت قوات الأمن العراقية في ضواحي الرمادي، ولكنها لم تتمكن من شن غارة على المدينة. وفي 25 أيلول/سبتمبر، حثت الولايات المتحدة الجيش العراقي على الإسراع بإعادة بدء العملية، وإعترفت بأن «العراقيين لم يحرزوا أي تقدم كبير في الآونة الأخيرة».

### إعادة تسيير العمليات
وفي 7 تشرين الأول/أكتوبر، جددت القوات العراقية عملياتها في الرمادي، وإستولت على عدة مناطق في الشمال والغرب، بما في ذلك الطريق الرئيسي غرب الرمادي. وبحلول 13 تشرين الأول/أكتوبر، تقدمت القوات العراقية على بعد 15 كيلومترا وطوقت المدينة وفقا لما ذكره المسؤولون الأمريكيون. وقد وصلت تعزيزات عسكرية عراقية أخرى إلى بلدة الخالدية المجاورة في العاشر من تشرين الثاني/نوفمبر إستعدادا لهجوم آخر على الرمادي. في 14 تشرين الثاني/نوفمبر إستولت القوات العراقية على مقر مديرية الطوارئ في الرمادي.

### 2016

#### معركة الرمادي
في 25 نوفمبر/تشرين الثاني، شنت القوات العراقية هجوما لإستعادة الرمادي،  مما أدى إلى قطع آخر خط إمداد في مدينة الرمادي، عبر نهر الفرات، من خلال الإستيلاء على جسر فلسطين الاستراتيجي.
وفي الثامن من كانون الأول/ديسمبر، إقتحمت القوات العراقية المدينة وإستولت على بلدة التأمين، وهي منطقة رئيسية في المنطقة الجنوبية الغربية من الرمادي. كما إستعاد الجيش العراقي مركز مراقبة عمليات الأنبار، بالقرب من الجسر الفلسطيني. في 10 كانون الأول/ديسمبر، نسفت قوات داعش سد الورار الذي يربط مركز مراقبة عمليات الانبار بالجزء الشمالي الغربي من مدينة الرمادي، تاركا جسر القاسم آخر جسر قائم في الرمادي.
في 22 ديسمبر/كانون الأول، تقدمت القوات العراقية إلى وسط مدينة الرمادي، وتوجهت نحو المجمع الحكومي الرئيسي. تم إطلاق الهجوم من منطقتي التأميم والحميرة في الجنوب الغربي والجنوب، شمالا على 3 محاور في حي الحوز المركزي، ومقاطعات الأندلس والملعب إلى الشرق. وفي 27 كانون الأول/ديسمبر، استولى الجيش العراقي على المجمع الحكومي، وبعد ذلك أعلنوا النصر في الرمادي وزعموا انهم يسيطرون تماما على مركز المدينة. غير انه تأكد في اليوم التالي إن داعش لا يزال يسيطر على 30 في المائة من المدينة. وفي 30 كانون الأول/ديسمبر 2015، قام رئيس الوزراء العراقي بزيارة الرمادي ورفع العلم العراقي في المجمع الحكومي. وذكر إن الخسائر التي أصابت داعش خلال المعركة كانت مرتفعة، بينما كانت الخسائر في صفوف الجيش العراقي منخفضة.
في 3 كانون الثاني/يناير 2016، أعلنت الحكومة العراقية إنها إستعادت 80 في المائة من مدينة الرمادي، وان ما تبقى من قوات داعش موجود في منطقتي الملعب وشارع العشرين من المدينة. وفي 20 كانون الثاني/يناير، أفيد بأن مدينة الرمادي قد طهرت من قوات داعش، بعد أكثر من ستة أشهر من القتال. بدأت القوات العراقية في التحرك شرقا إلى جزيرة الخالدية، بعد تطهير الأحياء التي تقع بالقرب من المنطقة. وفي 21 كانون الثاني/يناير، هنأ نائب الرئيس الأمريكي جو بايدن قوات الأمن العراقية، على تحرير مدينة الرمادي من سيطرة داعش، خلال اجتماع مع رئيس الوزراء العراقي حيدر العبادي.
وفي 22 كانون الثاني/يناير، دخلت القوات العراقية بالكامل منطقة السجّارية، ودخلت أيضا المناطق التي يحتلها التنظيم في مقاطعتي الجنابة والحصيبة، شرق الرمادي. في 23 كانون الثاني/يناير، شنت داعش هجمات انتحارية في منطقة 70 كيلو غرب الرمادي، وفي تل مشهيدة شرق الرمادي، فضلا عن مناطق شمال الرمادي؛ وأدت المصادمات والغارات الجوية التي تلت ذلك إلى مقتل 62 من مقاتلي داعش و48 مقاتل عراقي. وفي 24 كانون الثاني/يناير، قال وزير الدفاع العراقي أن الجيش العراقي يستعد لشن هجوم على الموصل، مشيرا إلى أن قوات الجيش والتحالف العراقية هزمت داعش في الرمادي. وفي وقت لاحق من اليوم نفسه، أُلقيَ القبض على 190 شخص يشتبه في تعاونهم مع داعش في الرمادي. وفي 26 كانون الثاني/يناير، عثر الجيش العراقي على مقر داعش ودمره في شرق الرمادي، في منطقة الصوفية، مما أسفر عن مقتل 6 من مقاتلي داعش على الأقل.
وخلال الأسبوع التالي، ومع محاصرة الجيش العراقي لمنطقة السجّارية، والتي كانت آخر مناطق الرمادي الواقعة في قبضة داعش،  وفي الرابع من شباط/فبراير 2016، إستعاد الجيش العراقي منطقة السجّارية، وطرد داعش من الرمادي بالكامل. كانت معركة الرمادي في الفترة ما بين عامي 2015 و2016 هي أولى المعارك، منذ سقوط الموصل، التي لعب فيها الجيش العراقي الدور الرئيسي في مكافحة داعش.
بعد المعركة عانت البنى التحتية في مدينة الرمادي من تدمير شامل للمدينة وبحسب مجلس محافظة الانبار أن 80% من البنى التحتية في الرمادي مدمرة وهناك الغام مزروعة في أغلب المنازل.

### معركة هيت

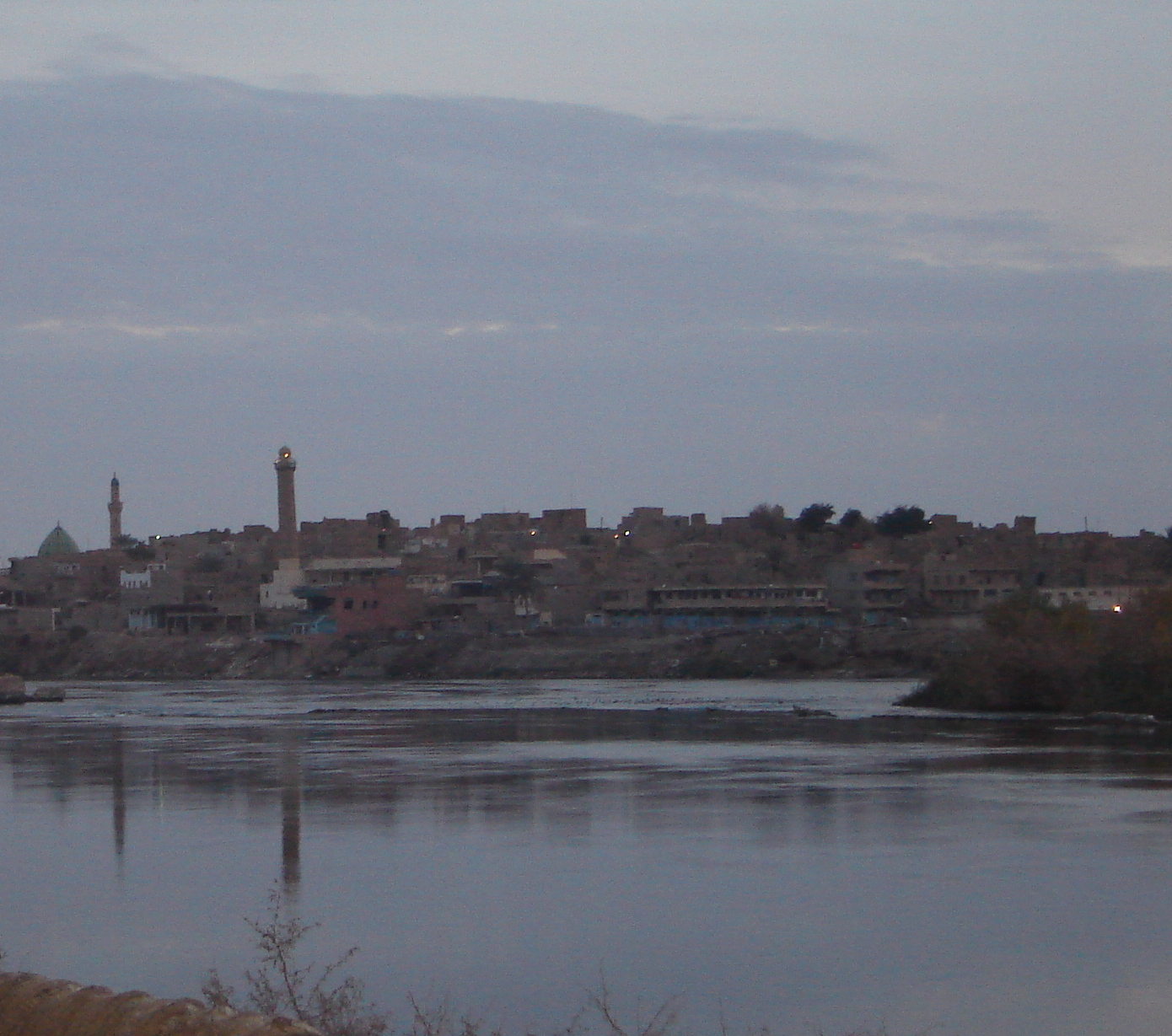
مدينة هيت في الأنبار

في 19 شباط/فبراير، تم الكشف عن إن الهدف التالي للعمليات العسكرية العراقية في محافظة الانبار سيكون بلدة هيت، حيث يقدر عدد المدنيين بحوالي 12,000 مدنيا، وعدد المسلحين من 300 إلى 400 مسلح في المدينة، والعديد من المسلحين الآخرين في المنطقة المحيطة. وفي 23 شباط/فبراير، نشرت الحكومة العراقية تعزيزات في قاعدة عين الأسد الجوية بالقرب من هيت، إستعدادا لشن هجوم في المستقبل لإعاده الإستيلاء على كل من كبيسة وهيت الواقعتين تحت سيطرة داعش. وفي اليوم نفسه، إندلعت مصادمات بين رجال القبائل السنة المحليين وقوات داعش في هيت. وفي اليوم التالي، دمر التحالف الذي تقوده الولايات المتحدة مقر داعش في هيت وكبيسة، مما أسفر عن مقتل العديد من مسلحي داعش. وفي 28 شباط/فبراير، أبلغت الحكومة العراقية المدنيين في كبيسة وهيت بوجوب المغادرة في غضون 48 ساعة، لتجنب هجوم وشيك يهدف لإعادة الإستيلاء على تلك المناطق.
في 12 مارس شنت الحكومة العراقية هجوما لإعادة الإستيلاء على منطقة هيت المعروفة أيضا باسم عملية وشق الصحراء. وفي اليوم نفسه، شنت قوات التحالف بقيادة الولايات المتحدة عدة غارات جوية داخل هيت، مما ادى إلى مقتل عدد من قادة ومسلحي داعش، وهو ما أكده مسؤولون عراقيون.
في 17 آذار/مارس، أخرجت قوات الأمن العراقية وحلفاءها قوات داعش من المحمدي، الواقع جنوب شرق هيت وفي 21 آذار/مارس، وصل الجيش العراقي إلى مسافة كيلومتر واحد من الضواحي الشرقية لهذه المنطقة في اليوم نفسه، أوقفت القوات العراقية العمليات، لإعطاء المدنيين المتبقيين في المنطقة الوقت للفرار. في 19 مارس/آذار، إستعاد الجيش العراقي بلدة كبيسة، إلى الغرب من الجنوب الغربي من هيت.
في 1 أبريل/نيسان، إستعاد الجيش العراقي الحافة الشمالية للمدينة. وقد تردد أن الهجوم قد تأخر في وقت سابق بسبب مئات القنابل التي زرعت في المنطقة المحيطة بها والتي ابطأت التقدم لعدة أيام. وعلاوة على ذلك، أفيد بأن عددا كبيرا من القوات قد سُحِبت من محافظة الأنبار في وقت سابق لحماية المتظاهرين في بغداد، مما أدى أيضا إلى حدوث تأخيرات.
في 5 أبريل/نيسان، أفيد بأن قوات الأمن العراقية استولت على أكثر من 70٪ من منطقة هيت. ونقل التلفزيون الحكومي عن قائد محلي قوله إن الجيش هزم تنظيم داعش في المدينة، لكن القتال ما زال مستمرا. ويبدو أن سيطرة الجيش العراقي على المدينة غير مكتملة وهشة. وأبلغ قائد عراقي أن المتمردين حاولوا استعادة الشارع الرئيسي ولكنهم صُدُّوا. كما تمكنت القوات العراقية من الإستيلاء على المجمع الحكومي ورفع العلم العراقي على مبنى رئيسي بعد انسحاب مقاتلي داعش من وسط المدينة والجزء الشرقي.
وفي 8 أبريل/نيسان، إستعادت القوات العراقية مركز مدينة هيت، وطردت قوات داعش من معظم المدينة، لكن القتال استمر في المدينة. قتل ما لا يقل عن 30 جنديا عراقيا، وأصيب أكثر من 50 جنديا في الإشتباكات.
وفي 14 أبريل/نيسان، إستعادت القوات العراقية مدينة هيت بالكامل.

### معركة الرطبة

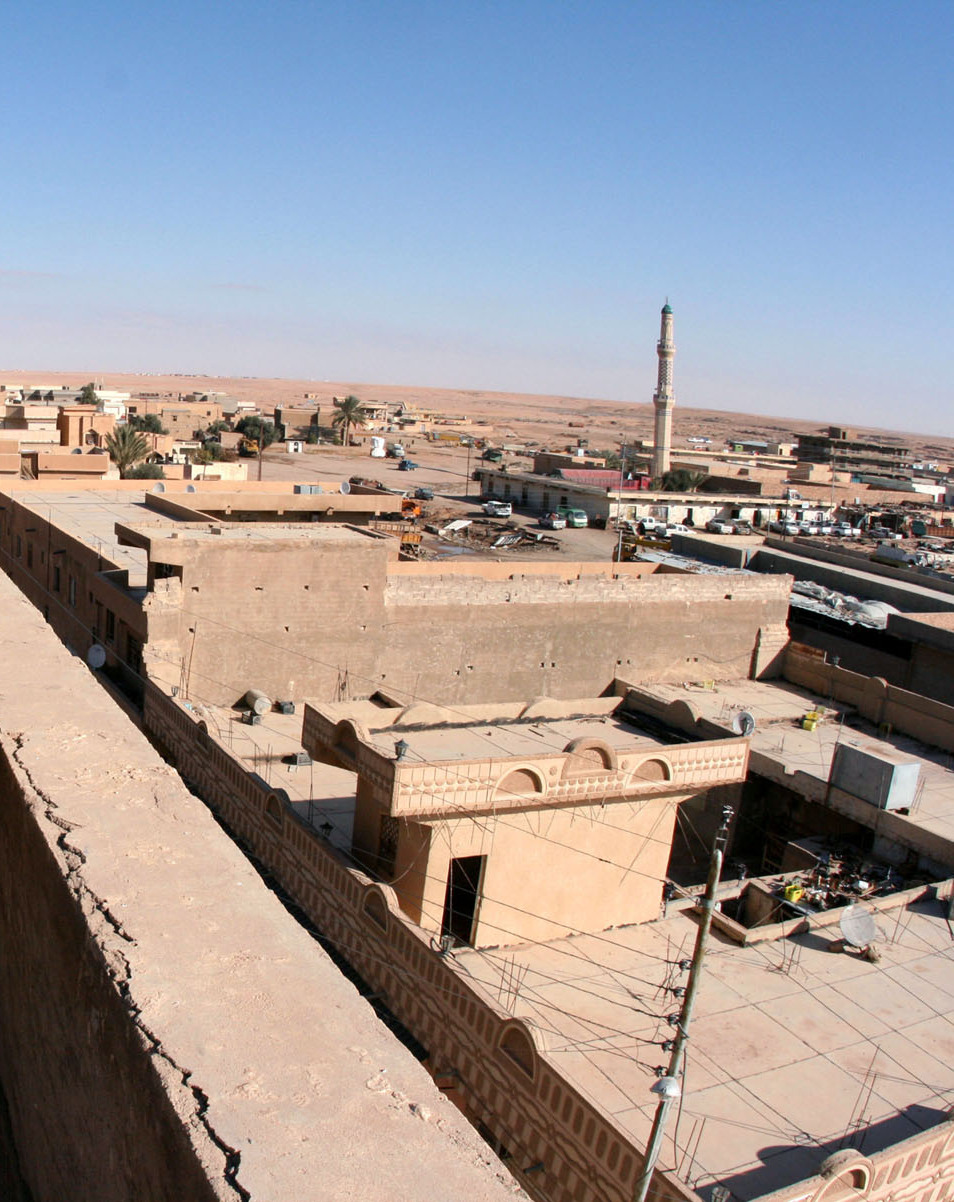
مدينة الرطبة في الأنبار

وفي 13 آذار/مارس، ذكر أحد كبار الجنرالات العراقيين أن داعش انسحب تماما من مدينة الرطبة إلى القائم بعد أن بدأوا المغادرة في الليلة السابقة. وأكد أحد أعضاء مجلس الأمن في الانبار خبر هذا الانسحاب. وأفيد أيضا بأن داعش قد هجر مدينة كبيسة أيضا، وإنهم إنسحبوا أيضا من هيت إلى حد ما، حيث قصفت الطائرات الحربية العراقية المسلحين المتراجعين. وكانت هذه هي المرة الأولى التي ينسحب فيها التنظيم من منطقة حضرية رئيسية دون قتال فعلي، وجاء الانسحاب بعد الخسائر الأخيرة لتنظيم داعش في سوريا وفي الانبار، بما في ذلك الهجوم الأخير على هيت، مع ذلك، عادت داعش إلى البلدة في اليوم التالي.
وفي 16 أيار/مايو، شن الجيش العراقي هجوما لإعادة الإستيلاء على مدينة الرطبة، وعلى بقية مناطقها. هاجم الجيش العراقي المدينة من ثلاثة اتجاهات. صرح مسؤول أمريكي بأن تنظيم داعش لم يدافع عن الرطبة كما فعل في الرمادي أو الفلوجة، وأنه كان هناك 100 إلى عدة مئات من مقاتلي داعش متمركزين في البلدة. وفي 17 أيار/مايو، إستعاد الجيش العراقي السيطرة الكاملة على الرطبة والمناطق المحيطة بها. خلال المصادمات، قتل ما لا يقل عن 4 جنود عراقيين وجرح خمسه آخرون،  وحوالي 100 من مقاتلي داعش.

### عملية كسر الإرهاب

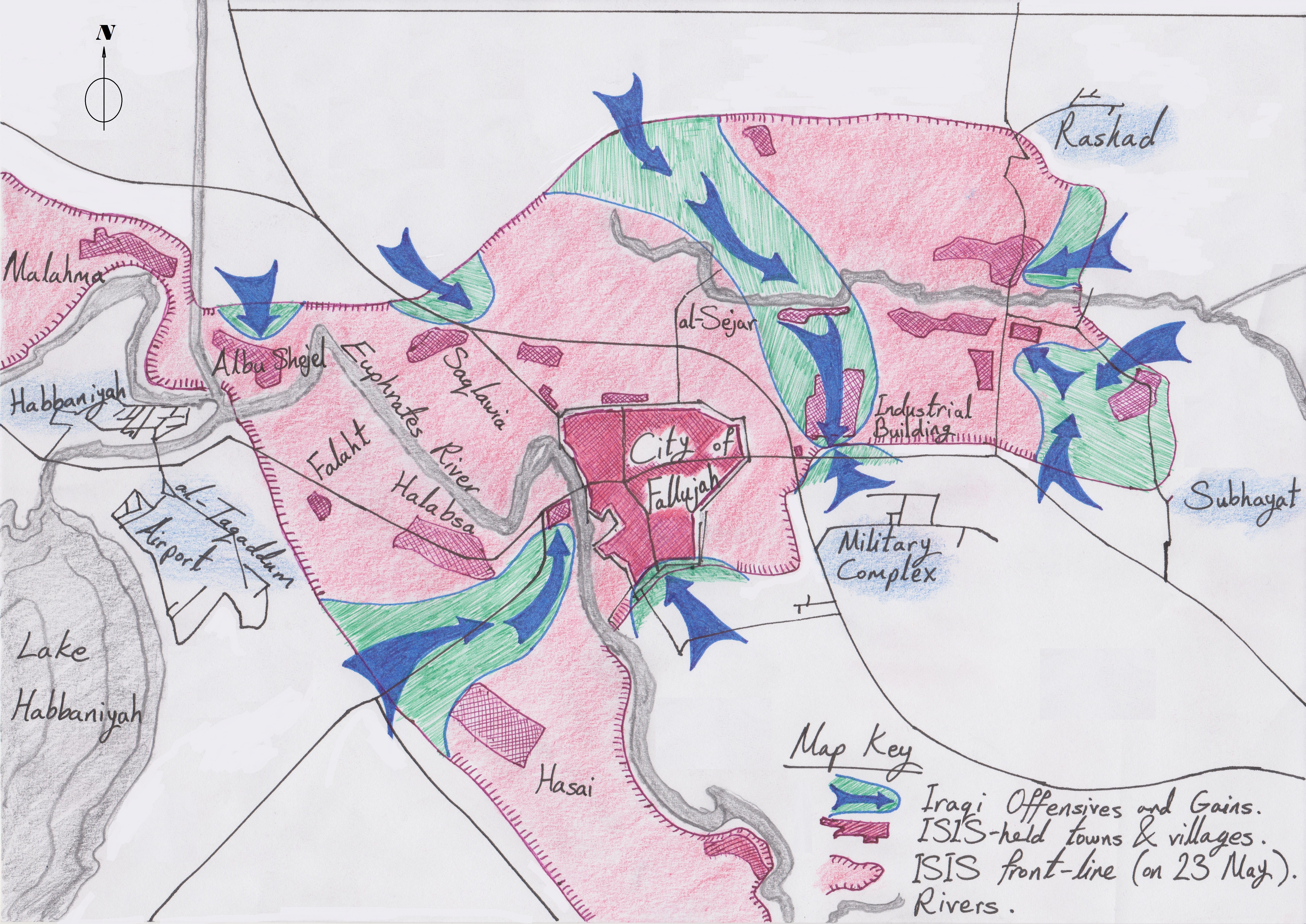
محاور العمليات العسكرية

### إعلان بداية المعركة

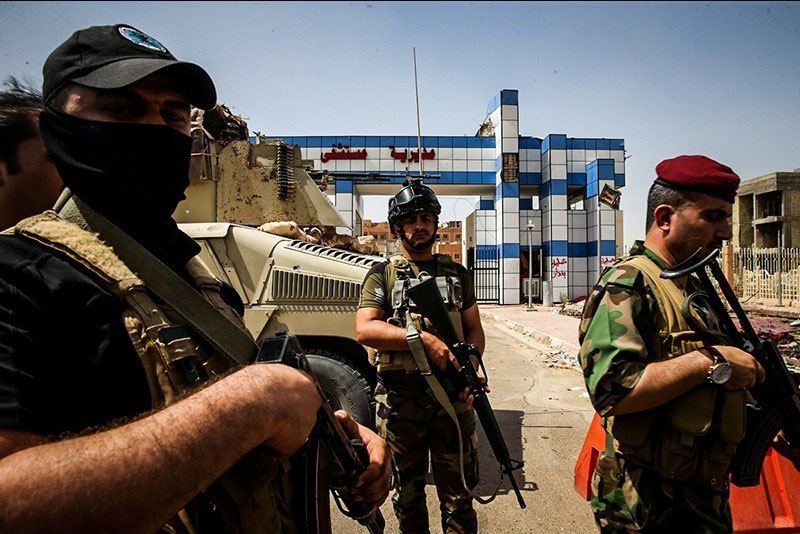
القوات العراقية الخاصة في مدينة الفلوجة بعد تحريرها، 28 يونيو 2016

يوم الأحد 22 مايو 2016 رئيس الوزراء حيدر العبادي أعلن عبر التلفزيون الرسمي العراقي، عن بدء العمليات العسكرية لتحرير مدينة الفلوجة تحت اسم «كسر الإرهاب» بمشاركة الحشد الشعبي.
وجاء هذا الإعلان بعد أيام قلائل من تصريح لقائد الحشد الشعبي، هادي العامري، بأن «المعركة المقبلة ستكون في الفلوجة وليس الموصل».

### أنطلاق المعركة

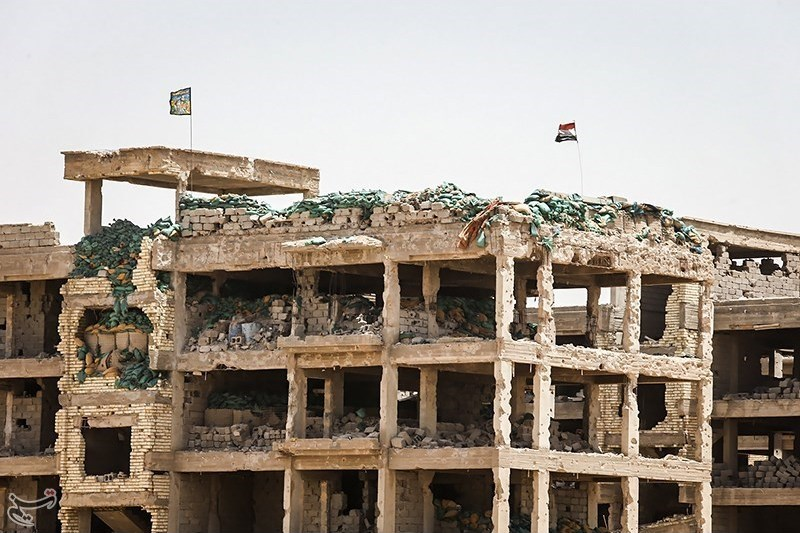

أنطلقت المعركة من عدة محاور حيث شنت القوات العراقية المشتركة مدعومة بقوات الحشد الشعبي والحشد العشائري هجومها الأول على مدينة الكرمة الواقعة شرق المدينة وبعد معارك عنيفة أستمرت لأيام استعادة القوات العراقية السيطرة الكاملة على الناحية يوم 26 مايو، وفي محور آخر انطلقت معركة أخرى نحو ناحية الصقلاوية لتحريرها فأعلن عن تحريرها يوم 30 مايو بالكامل من سيطرة التنظيم، أما المحور الجنوبي فكان بقيادة الفصيل المسلح كتائب حزب الله حيث أستطاع تحرير منطقة الحلابسة الواقعة جنوب غرب المدينة على الجسر الذي يرتبط بالمدينة القديمة.

#### تحرير المدينة

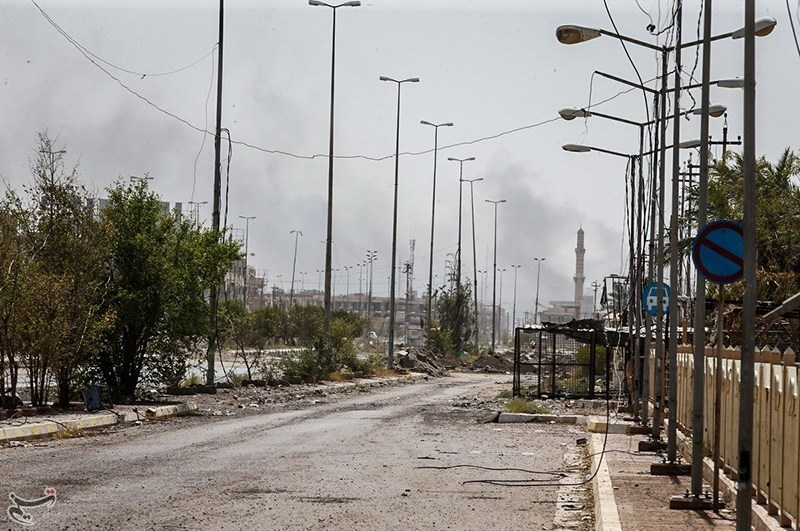
مدينة الفلوجة بعد تحريرها، 28 يونيو 2016

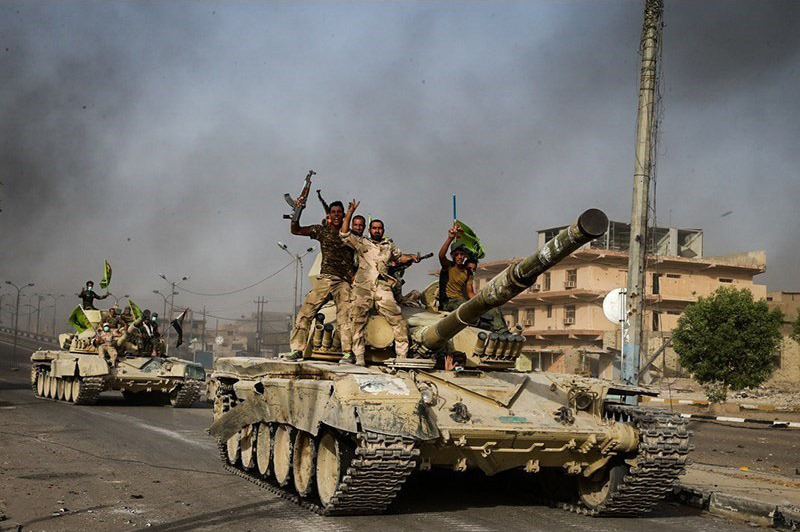
قوات من الحشد الشعبي في مدينة الفلوجة بعد تحريرها، 26 يونيو 2016

يوم 6 يونيو 2016 أعلن الحشد الشعبي أنطلاق المرحلة الثالثة والأخيرة من عمليات 15 شعبان، وأعلن التقدم بتجاه المدينة من ستة محاور وبمشاركة قوات الشرطة الاتحادية وبدعم من الحشد الشعبي، وفي 26 يونيو 2016م، إستعادت القوات العراقية السيطرة على الفلوجة بالكامل بعد معارك عنيفة مع التنظيم أستمرت لأيام. بعد الأنتصار الذي حققته القوات العراقية أنسحب تنظيم داعش برتل كبير مكون من 300 عجلة قامت القوة الجوية العراقية بقصف هذا الرتل وقتل نحو 150 عنصر من داعش.

### معركة الخالدية

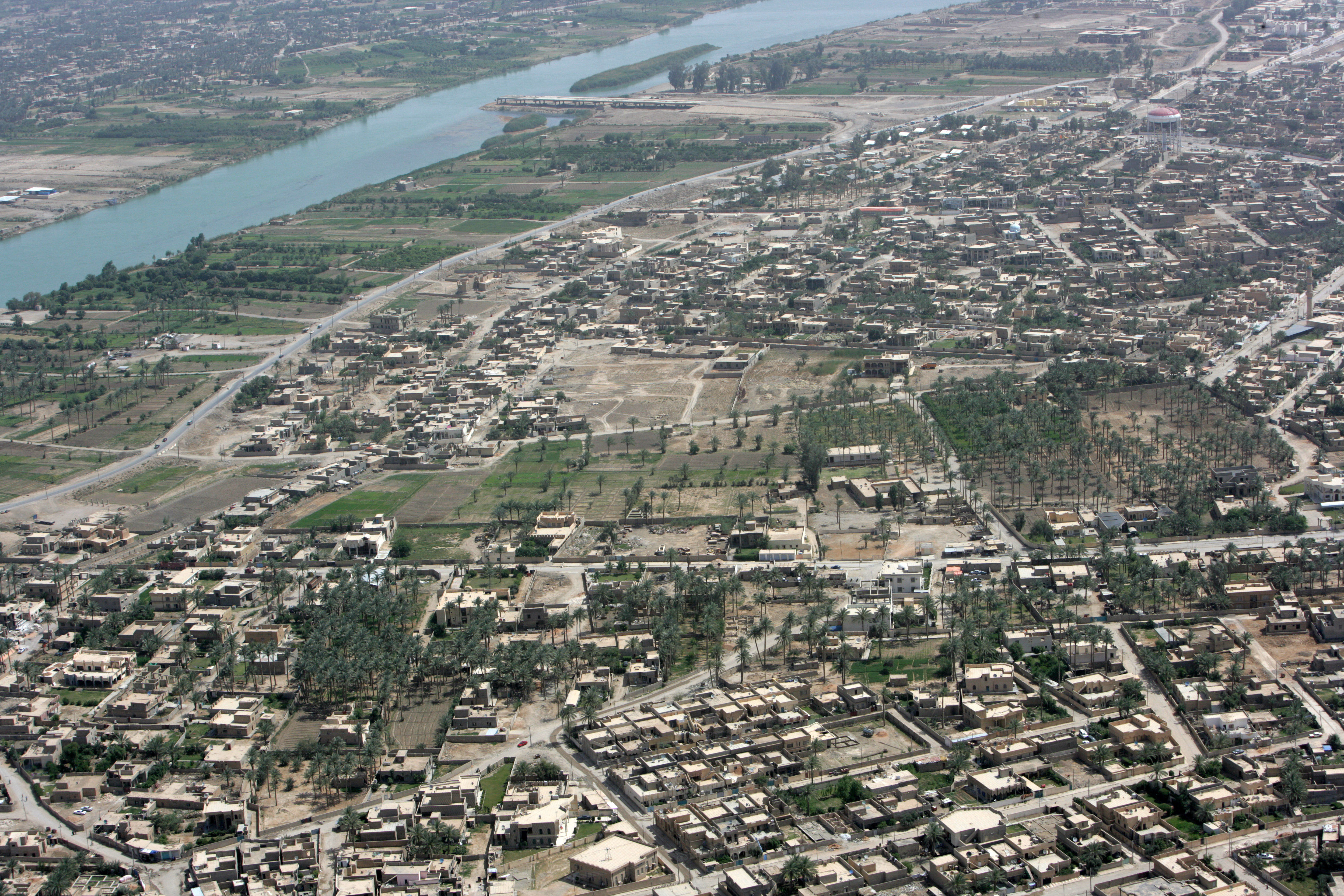
جزيرة الخالدية في الرمادي

بعد تدمير داعش في الفلوجة إحدى أبرز معاقله الرمزية التي أكتسبت أهميتها منذ إحتلال العراق تعرض التنظيم فيها إلى أكبر هزيمة حيث قتل في المعركة نحو 3000 عنصر من التنظيم. بدأت في شهر أغسطس عام 2016 حملة عسكرية جديدة لتحرير جزيرة الخالدية الواقعة في شمال شرق الرمادي من سيطرة تنظيم الدولة الإسلامية داعش والتي كانت السبب الرئيسي في سقوط الرمادي فضلا عن وجود أكثر من 1،000 مقاتل من التنظيم في الجزيرة تمكن الحشد الشعبي من فرض حصار شامل على الجزيرة وأستمر في التقدم نحو معاقل التنظيم وبعد مرور شهر كامل أعلن الحشد تحرير الجزيرة وقتل جميع المحاصرين من داعش البالغ عددهم نحو الف عنصر.

### عملية الفتح المبين

خريطة لعملية الفتح المُبين لتحرير عدد من قرى نينوى

تعتبر مَدينة الموصل ثاني أكبر مدينة في العراق من حيث عدد السكان، سيطر عليها داعش في يونيو 2014، في معركة خاضها مع الجيش العراقي طالت يومان فقط، أعلن بعدها أبو بكر البغدادي إقامة «دولة الخلافة» في جامع الموصل الكبير والتي تَشمل أراضي واسعة من سوريا والعراق متخذاً من الموصل عاصمة لهذه الدولة, وبعد العديد من المعارك في مختلف أنحاء العراق ظلت الموصل أخر معقل مُهم وكَبير ورئيسي للتنظيم في العراق.
في الأسابيع التي سَبقت الهجوم البري، قَصفت قوات التحالف بقيادة الولايات المتحدة عدداً من الإهداف في مدينة الموصل تَمهيداً للهجوم، وبدأ الجيش العراقي بالتقدم تدريجياً على المدينة. قام سلاح الجو الملكي بعدد من الطائرات بأستهداف أهداف لعناصر تنظيم داعش بواسطة طائرات تايفون وتورنادو وطائرات بدون طيار بأستهداف «قاذفات صواريخ ومخزونات الذخيرة وقَطع المدفعية ومدافع الهاون» في ال72 ساعة قبل بدء الهجوم البري.
وقبل مُدة كانت قد أسقطت مَنشورات على المدينة وأماكن أخرى مُحيطة بها من قبل الجيش العراقي تَدعو إلى «الانتفاض» ضد داعش عندما تبدأ المعركة. لعرقلة المقاومة من التنظيم وتحضيراً من داعش للهجوم، قام عناصره بحفر خندق وأغلاق الطرق في جميع أنحاء المدينة وحولها وحرق النفط للحد من الرؤية.
بدأ الهجوم في 24 آذار/مارس 2016، بالقرب من منطقة مخمور في مقاطعة نينوى. وكان قد تم نشر آلاف من الجنود العراقيين هناك في الأسابيع السابقة، وأقاموا القواعد إلى جانب القوات الكردية والأمريكية. وفي حين كان التقدم غربا نحو بلدة النفط في القيارة، أفادت التقارير بأن القوات العراقية إستعادت عدة قرى من داعش، من بينها النصر، وغرماندي، وكديلة، وخوربردان ، رغم انه تبين فيما بعد أن تنظيم داعش لا يزال يحتل النصر والقوات الحكومية كانت ما تزال تحاول الإستيلاء عليها.
ولكنها إستطاعت أن تتقدم لتحريرها وتحويلها إلى قاعدة متقدمة للهجوم على مدينة الموصل

### عمليات قادمون يا نينوى

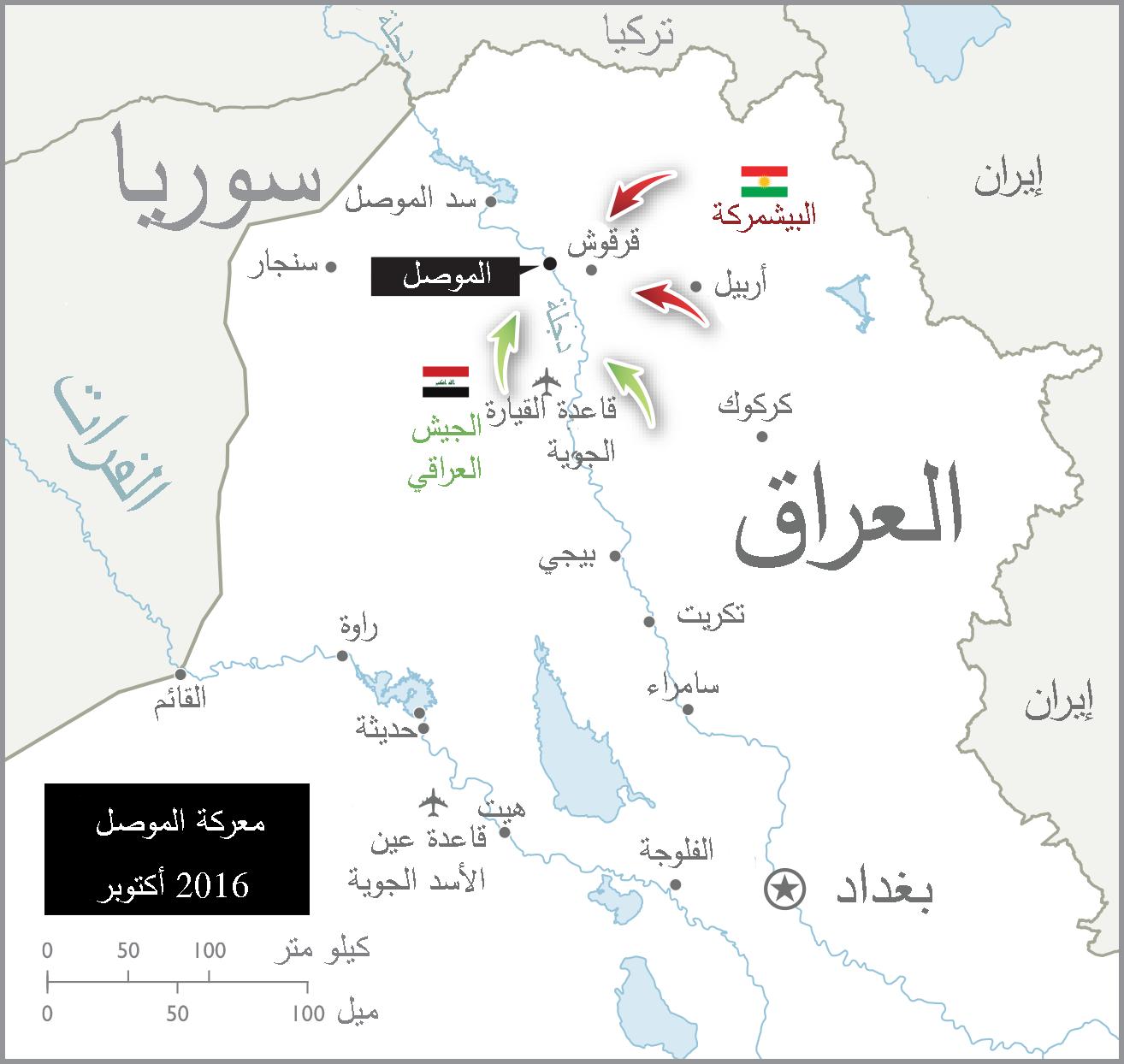
خريطة توضح هجوم المحاور العسكرية على مدينة الموصل

في 16 أكتوبر، 2016، أعلن رئيس الوزراء العراقي حيدر العبادي بداية الهجوم لأستعادة مدينة الموصل. وبعد الأعلان، باشرت مدافع الهاوترز الهجوم على المدينة، ولقد بدأ الهجوم البري وتحركت القوات بعد عدة ساعات من خطاب تلفازي ظَهر فيه حيدر العبادي في القناة العراقية الرسمية. وبدأ الهجوم بقصف جوي ومَدفعي وتقدمت القوات العراقية مع العربات المدرعة إلى الخطوط الإمامية. حيث حررت القوات العراقية مدينة بعشيقة خلال الليل. بعد شهر من الحملة تمكنت القوات العراقية من تحرير ناحية الشورة وتحرير ناحية حمام العليل وبرطلة وتلكيف وبدأت الدخول إلى الساحل الأيسر للمدينة. وفي 18 نوفمبر 2016 أعلن الحشد الشعبي تحرير مطار تلعفر العسكري وقطع إمدادات تنظيم داعش من الحدود السورية ومحاصرة نحو 30 الف مقاتل في مدينتي الموصل وتلعفر.

### 2017

#### معركة تحرير الموصل

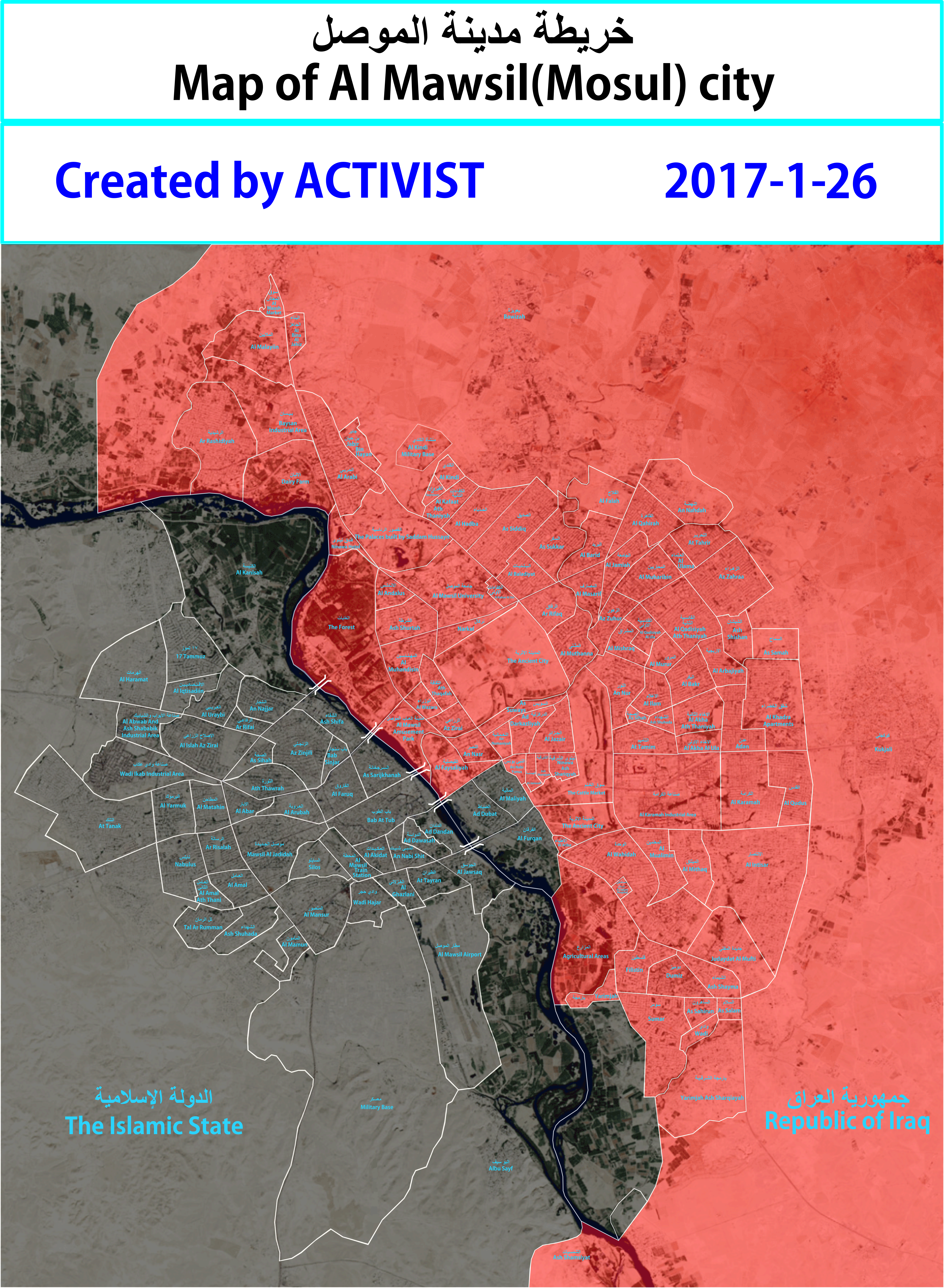
الوضع العسكري للموصل بعد تحرير الساحل الأيسر

بعد محاصرة مدينة الموصل بدأت القوات العراقية دخولها الساحل الأيسر للموصل وكانت تحرر الأحياء السكنية الواحدة ثم الأخرى واعلن جهاز مكافحة الارهاب إنه استولى على جميع مناطق شرق الموصل التي كانت مكلفة بالقيام بها، وان القوات العراقية سيطرة تماما على الجانب الشرقي. وأعلن بيان عسكري أن بعض أجزاء المدينة في الشمال لم يستول عليها الجيش العراقي بعد. وأن جميع الجسور الخمسة للمدينة كانت تحت سيطرة القوات العراقية. خلال النهار، وأعلنت قيادة العمليات في الوقت نفسه أن الجيش العراقي استولى على حي القادية وكان يقاتل على حواف منطقة العربي. وأعلنت قوات الحشد الشعبى في حينها أنها استولت على منطقتين في منطقة سهل نينوى. . وفي 24 يناير 2017 أعلن رئيس الوزراء حيدر العبادي تحرير الساحل الأيسر بالكامل.
وفي 3 فبراير / شباط، أعلنت قوات الحشد الشعبى أنها استولت على قريتي بوستان راديف وأم غربا، فضلا عن منطقة شيركا غرب الموصل.

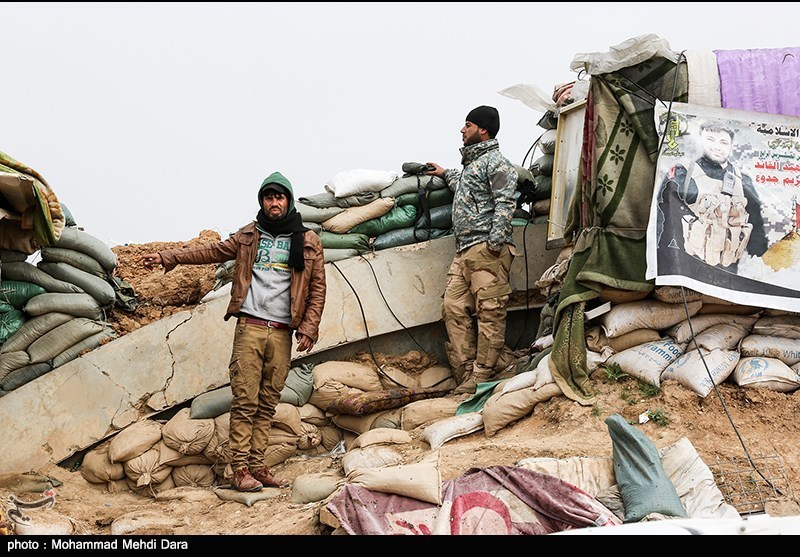
مقاتلين من الحشد عند خندق دفاعي في محيط الموصل

وفي 13 فبراير، شن أكثر من 200 من مقاتلي تنظيم الدولة الإسلامية في العراق والشام هجوما على ثلاث قرى إلى الغرب من تلعفر بالدبابات والانتحاريين، لاستعادة إمكانية الوصول بين غرب الموصل والرقة. وقد تم صد الهجوم من قبل قوات الحشد الشعبى، مما أسفر عن مقتل أكثر من 50 مقاتلا من تنظيم الدولة الإسلامية في العراق والشام وتدمير 17 طائرة من طراز فبيدس. وتم صد هجوم آخر على قرية إلى الجنوب من القرية، مما أدى إلى مقتل 13 مسلحا وفقا للشرطة الاتحادية. أدت الغارات الجوية التي قام بها التحالف المناهض لتنظيم داعش إلى مقتل حقي إسماعيل حامد العمري، وهو عضو سابق في تنظيم القاعدة في العراق الذي لعب دورا قياديا في شبكات الأمن التابعة لتنظيم الدولة الإسلامية في الموصل.
في يوم 1 تموز يوليو تمكنت القوات العراقية من الوصول إلى بقايا جامع النوري ومنارته الحدباء،  وأعلن رئيس الوزراء العراقي حيدر العبادي عن إنتهاء «دويلة باطل الداعشية» ومهدداً عناصر التنظيم بملاحقة آخر واحد منهم، ولقد تمت السيطرة على مدينة الموصل من قبل الجيش العراقي، وحسب البيان المشترك الذي أذيع حال إعلان النصر وتحرير الموصل في 10 تموز 2017 فقد شارك في المعارك حوالي 60 ألف من القوات الأمنية وتمكنوا من قتل 25 الف مسلحا ونزوح ما يقارب مليون شخص من الموصل منذ انطلاق العمليات العسكرية لتحريرها في شهر تشرين الأول الماضي، وأعلن مجلس محافظة نينوى أن 80 % من مدينة الموصل قد دمرت بالكامل، كما نفذت طائرات التحالف الدولي حوالي 20 ألف طلعة جوية قتل فيها حوالي خمسة آلاف مسلح 

### معركة تحرير تلعفر

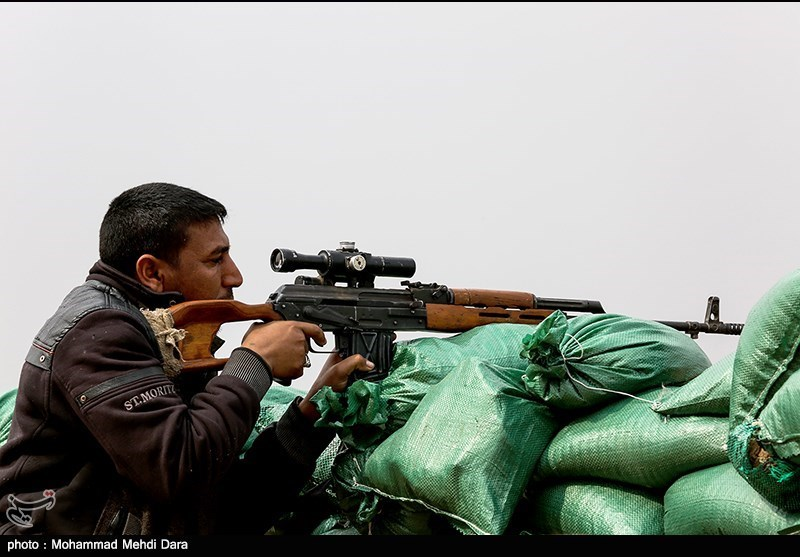
مقاتل من الحشد الشعبي خلال معركة تحرير تلعفر 2017م

بعد هزيمة داعش في مدينة الموصل نقل التنظيم ما يطلق عليه تسمية مقر الخلافة إلى مدينة تلعفر لتصبح معقل التنظيم المؤقت.
وفي 20 آب 2017 أعلن رئيس الوزراء العراقي حيدر العبادي بداية الهجوم لأستعادة مدينة تلعفر. وبعد الأعلان، باشرت القوات العراقية بفتح السواتر والتقدم نحو المدينة. وحررت القوات العراقية قرى حلاوة وأبو شكة شرق ناحية المحلبية وتل السمباك شرق قضاء تلعفر والسيطرة على الجزء الجنوبي لسلسة تلال زمبر وقطع طريق تلعفر-المحلبية، وتحرير قريتي العبرة الكبيرة والعبرة الصغيرة شمال غرب القضاء، وتحرير قرى قزل قيو وقرية كسر محراب في الجنوب الغربي لتلعفر، وتحرير قرى أبطيشة والعلم وخفاجه وحلبية العليا ومرازيف شرق تلعفر.
في 21 آب 2017 حررت القوات العراقية قرى تل رحال وجبارة وحسين ادريس والملا والمجيد جنوب غرب تلعفر، وحررت قرى تومي ومجارين وقطع طريق الكسك باتجاه ناحية المحلبية.
في 22 آب 2017 حررت القوات العراقية قرى طشتية وتل السمن وترمي وتقاطع الكسك ومصفى نفط الكسك وحررت قرى الخان غرب توم ومجارين وقرية الطينية جنوب المحلبية، وتمكنت القوات العراقية من اقتحام حي الكفاح أول احياء تلعفر، وحي السراي والنصر.
في 23 آب 2017 حررت القوات العراقية حي الكفاح وحي التنك في مدينة تلعفر، وحررت قرية ملا جاسم والعاشق الأولى والثانية وسيطرت على طريق تقاطع الكسك باتجاه المحلبية، وحررت قرية شيخ إبراهيم وقرية عين الواح وقرية حمرة العرب وتسيطر على سلسلة جبال شيخ إبراهيم غرب ناحية المحلبية.
في 24 آب 2017 حررت القوات العراقية حي النور الثاني وحي المعلمين وحي الجزيرة وحي الوحدة، وتسيطر على بناية المعهد التقني ومركز شرطة السراي وبناية الدفاع المدني، وتقتحم حي العروبة وحي النداء وحي الربيع.
في 25 آب 2017 حررت القوات العراقية ناحية المحلبية بالكامل والمؤلفه من 13 حي ومنطقة وفتح الطريق الاستراتيجي من الكسك باتجاه صلاح الدين. وحررت القوات العراقية حي النداء وحي الخضراء وحي الطليعة وحي النصر وحي سعد وحي الجزيرة الجنوبي وحي العروبة الأولى وتسيطر على مقام خضر الياس ودائرة كهرباء تلعفر، وتقتحم حي القلعة الاثرية وحي الربيع وحسن كوي وحي العروبة الثانية وبساتين تلعفر. وبهذا تكون القوات العراقية قد حررت أكثر من نصف تلعفر.
في 26 آب 2017 حررت القوات العراقية حي السلام وحي العروبة الثانية وحي القادسية الأولى والثانية وحي الربيع وحي المثنى الأولى والثانية، ومنطقتي حسن كوي والبواري، وحررت حي القلعة وبساتين تلعفر ومستشفى تلعفر. وحررت قرى عكابات ومشيرفة طه وعين صلبي والحمرة وبخور ومريشة ومذيرة وزمبر وتفرض السيطرة الكاملة على جبل شيخ إبراهيم وسلسلة جبال زمبر. وحررت قرى الدبونة والمزارع 1و2و3و4 وقرية أبو ماريا شرق تلعفر. وبهذا تكون القوات العراقية قد حررت أكثر من 90% من تلعفر.
في 27 آب 2017 حررت القوات العراقية حي العسكري وحي الصناعة الشمالية ومنطقة المعارض وبوابة تلعفر وقرية الرحمة وبذلك تم تحرير كافة احياء مدينة تلعفر، وتقتحم ناحية العياضية وتحرر قرى العلولية وخويتله وكصير والهارونية والفقة وقبك وحقول الدواجن والصاجعة والتمارات ومعسكر الكسك وتل محمد والوائلية ومعمل غاز تلعفر وقلعة الحدود ومعمل جص تلعفر والبشار والنخوة شرق العياضية، وقرى إبراهيم وتل واشي وتل ميرام وتل مضر غرب العياضية، وتفتح طريق الكسك باتجاه تلعفر وتصل إلى مشارف العياضية.
وفي 28 آب 2017 حررت القوات العراقية سلسلة جبل ساسان جنوب ناحية العياضية.
وفي 30 آب 2017 حررت القوات العراقية الجزء الشرقي لناحية العياضية وقرية قبق شمال العياضية وقرية قولاباش غرب العياضية.
وفي 31 آب 2017 أعلن القائد العام للقوات المسلحة حيدر العبادي تحرير كامل قضاء تلعفر وانتهاء المعركة بالنصر.

### معركة تحرير الحويجة

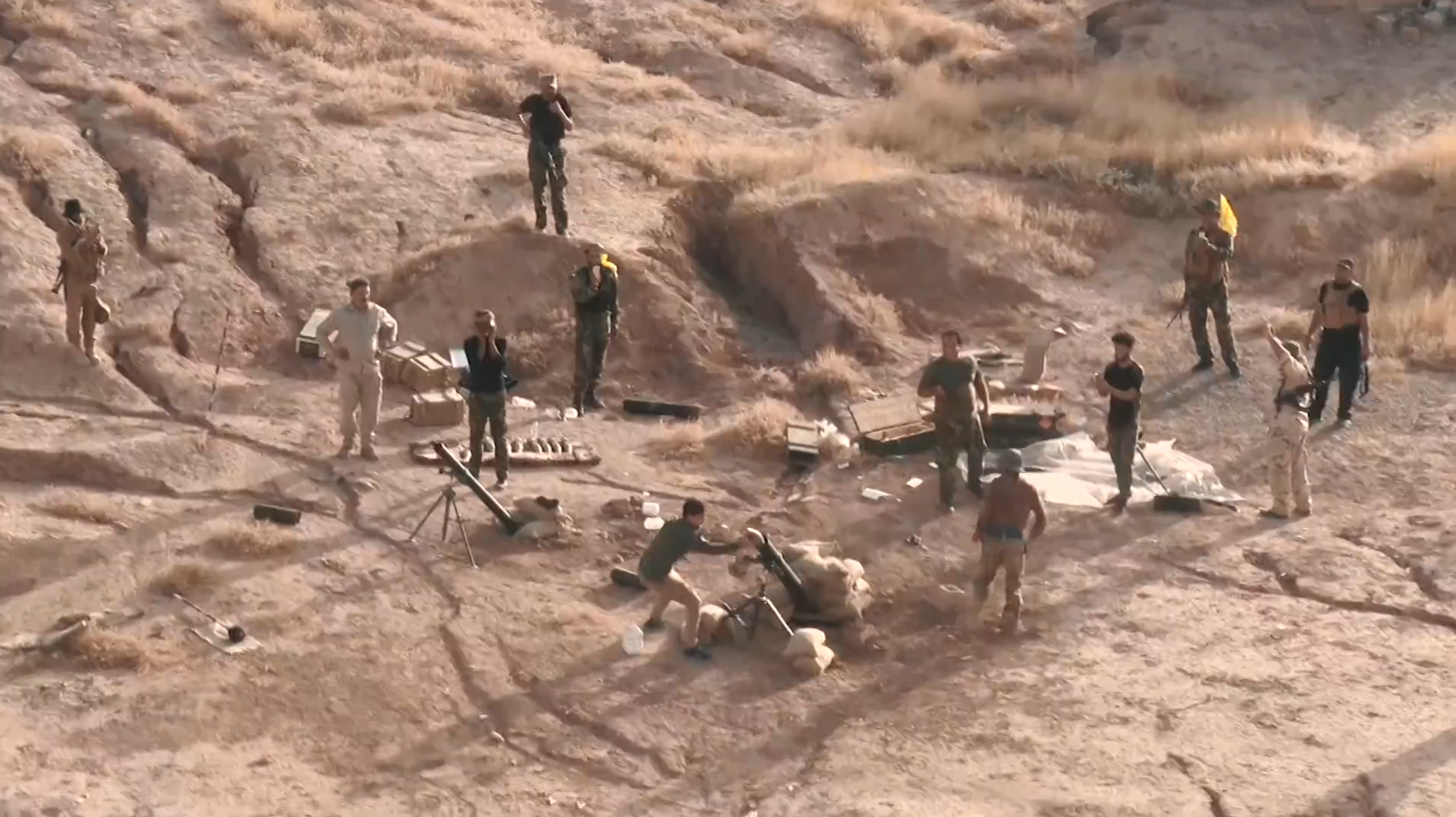
مقاتلون من الحشد الشعبي يقصفون مواقع لتنظيم داعش في الحويجة

في 21 أيلول 2017 أعلن القائد العام للقوات المسلحة حيدر العبادي عن بدأ عملية تحرير قضاء الحويجة في محافظة كركوك والذي كان تحت الحصار لقرابة 10 أشهر منذ إنطلاق معركة الموصل. وكان المحور الرئيسي بقيادة الحشد الشعبي والذي يشمل جبال مكحول وتلال حمرين ونواحي الرياض والعباسي والرشاد حيث أستمرت المعركة نحو 20 يوما من القتال المستمر بين داعش والقوات العراقية حتى أعلنت القوات المشتركة في 10 أكتوبر تحرير كامل قضاء الحويجة وجميع المناطق المجاورة .

### عملية فرض الأمن

خارطة الهجوم والسيطرة على كركوك

بعد معركة الحويجة وتحقيق الأنتصار وتطهير جنوب كركوك بدأت القوات العراقية عملية عسكرية لفرض الأمن في المناطق المتنازع عليها بين الحكومة العراقية المركزية وحكومة إقليم كردستان والتي سيطرت عليها القوات الكردية في عام 2014م عند دخول داعش إلى الموصل وبعد إستفتاء أنفصال إقليم كردستان أعلن بدء عملية فرض القانون وأسترجاع المناطق المتنازع عليها وفي 13 أكتوبر، قال نائب رئيس إقليم كردستان، إنه يجري نشر عشرات الآلاف من قوات البيشمركة في منطقة كركوك للتصدي للتهديدات المحتملة من القوات العراقية. وقد نَفت قيادة العمليات المشتركة عن انطلاق عملية عسكرية في جنوب كركوك. وقد أعلنت قوات البيشمركة أنها حركت خط دفاعها حول منطقة كركوك كيلومترين للخلف، بهدف التقليل من وقوع احتكاك مع القوات العراقية، وانسحبت من مناطق تازة وبشير على بعد نحو 10 كيلومتر من جنوب كركوك في اليوم السابق، وأن القوات الأمن العراقية انتقلت إلى بعض المواقع التي انسحبت منها قوات البيشمركة.

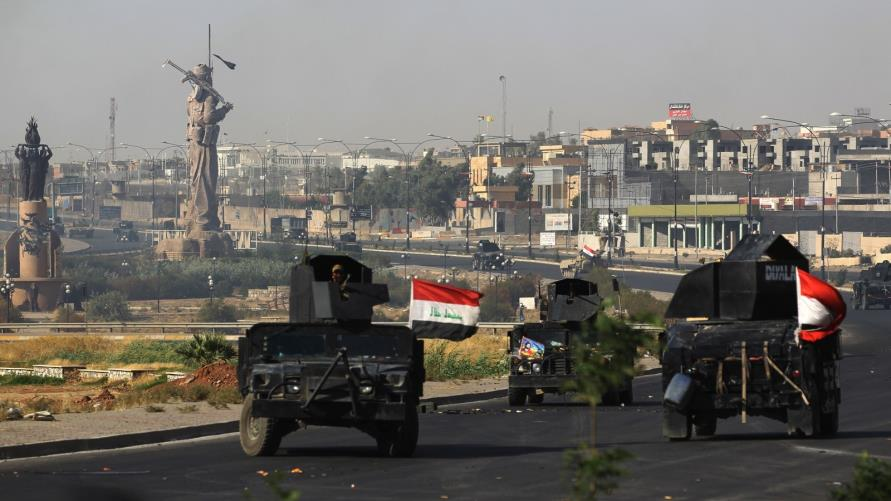
مدرعات عراقية في شوارع كركوك خلال عملية فرض الأمن

وفي 14 أكتوبر، أعلن عن وقوع اشتباكات عنيفة بين قوات الحشد التركماني والبيشمركة، في منطقة طوزخورماتو. وأعلن أن الجيش العراقي أنزل أعلاماً لإقليم كردستان كانت مرفوعة في جنوب محافظة كركوك، واستبدلها بالعلم العراقي.
حيث دخلت القوات العراقية المنطقة في إطار خطة لإعادة الانتشار في المناطق الخاضعة لسيطرة قوات البيشمركة خارج حدود إقليم كردستان. ولقد أعلن مسؤول كردي، أن القوات العراقية امهلت المقاتلين الأكراد حتى مساء السبت للانسحاب إلى مواقعهم السابقة في عام 2014 بمحافظة كركوك. فيما نفت الحكومة المركزية تحديد مهلة للأكراد.

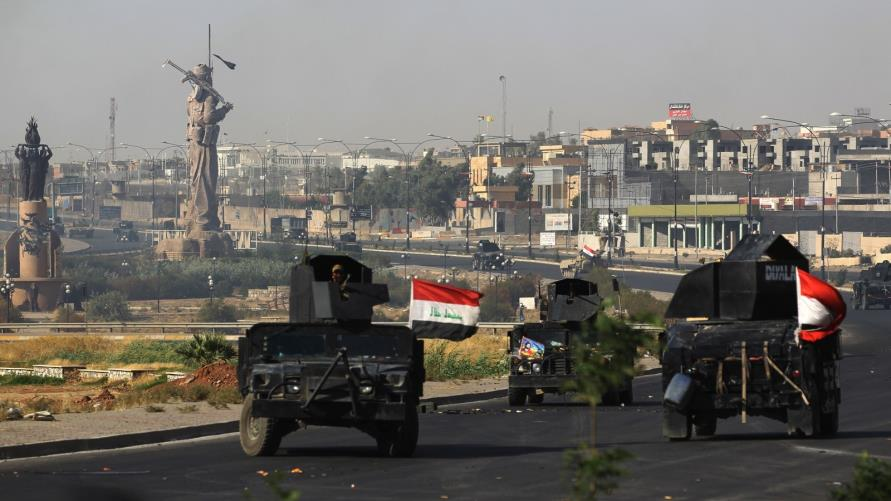
مدرعات عراقية في شوارع كركوك خلال عملية فرض الأمن

وفي 15 أكتوبر، اتهمت الحكومة العراقية، كردستان العراق، بجلب مقاتلين من حزب العمال الكردستاني (PKK) إلى كركوك، واعتبرته بمثابة «إعلان حرب». وقد نفى الجانب الكردي وجود مقاتلين من حزب العمال.
وفي 16 أكتوبر، أعلن الجيش العراقي عن سيطرته على مطار كركوك العسكري، إضافة إلى أكبر قاعدة عسكرية في المحافظة، وكذلك سيطر على عدد من الحقول النفطية شمالاً. واعلن أنه لم يتلقى أي أوامر بدخول المدينة، وأن هدف العملية تأمين محيط كركوك فقط.
وقد اتهمت قيادة قوات البيشمركة فصيلاً في الاتحاد الوطني الكردستاني بالخيانة، من خلال مساعدة الجيش العراقي في عملية كركوك.
وأعلن الجيش العراقي سيطرته على شركة نفط الشمال،  وحقول بابا كركر النفطية، وفرضه للأمن على ناحية ليلان، وإعلان جهاز مكافحة الأرهاب سيطرته على قاعده كيه 1 العسكرية. وفي ساعات الصباح الأولى نفى مسؤول كردي أمني، تمكن القوات العراقية من الأقتراب من المدينة أو السيطرة على أراضي من قوات البيشمركة، لكنه قال أنه قد حدثت بعض الاشتباكات بالقصف المدفعي.

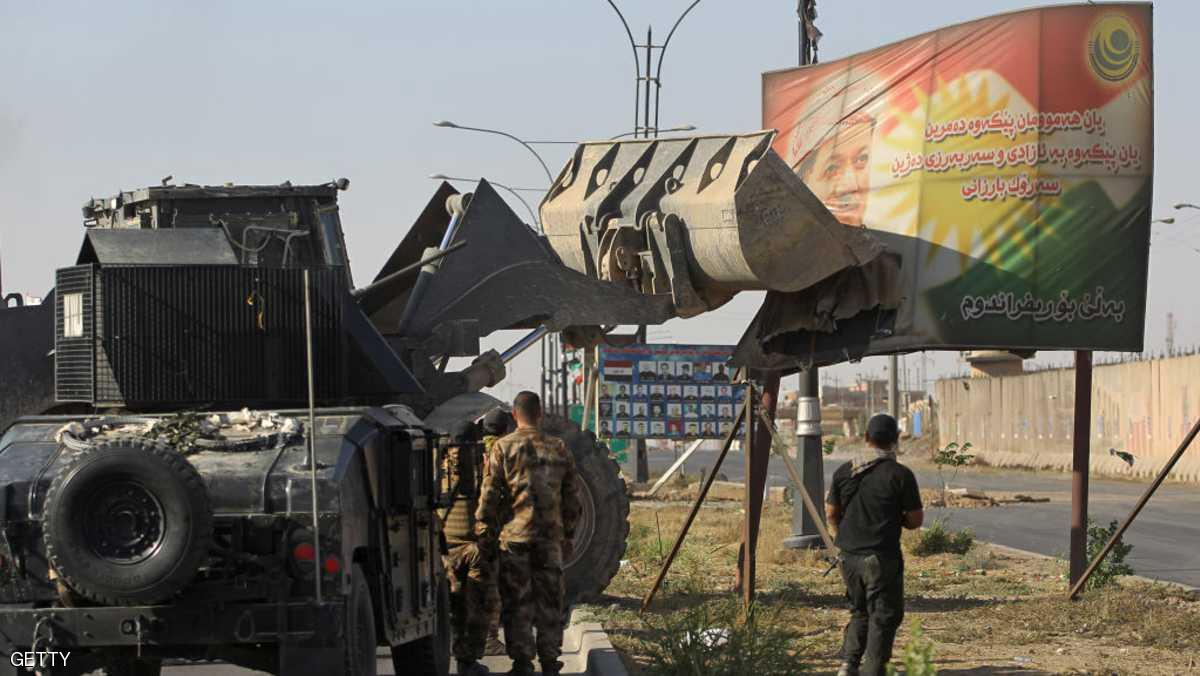
جنود عراقين يحطمون صورة لمسعود برزاني في كركوك

وأعلنت صحف وقنوات إخبارية، عن بسط سيطرة القوات العراقية على كامل محافظة كركوك، وأعلنت أن قوات الشرطة الإتحادية تمكنت من دخول مبنى محافظة كركوك ومجلس المحافظة،  وقد سيطرت القوات العراقية على مبنى المحافظة ومجلس المحافظة من دون قتال يُذكر،  وقد تسلم نائب محافظ كركوك، راكان سعيد الجبوري، مهام محافظ كركوك وكالةً. وأعلنت قيادة العمليات المشتركة رفع الأعلام العراقية على كل المنشآت النفطية في محافظة كركوك. وأشارت وكالات أخبارية أخرى إلى أن مئات العائلات بدأت بالنزوح نحو السليمانية وأربيل، وأتهام لبعض قادة حزب الاتحاد الوطني الكردستاني بالخيانة. ودعت شرطة محافظة كركوك العوائل التي نزحت إلى العودة إليها. وأعلنت شرطة محافظة كركوك عن فرض حظر تجوال من الساعة السابعة إلى الساعة السابعة من صباح اليوم التالي.
وتحدثت مصادر عن مصرع عشرة مقاتلين أكراد في معارك ليلية.
في نهاية العملية الحكومة العراقية تستعيد السيطرة على جميع المناطق المتنازع عليها منها كركوك، داقوق، سنجار، طوزخورماتو، جلولاء، ألتن كوبري، خانقين، زمار، ربيعة، مخمور .

### معركة الحدود وإعلان النصر النهائي

تقدم القوات العراقية والسورية نحو الحدود المشتركة

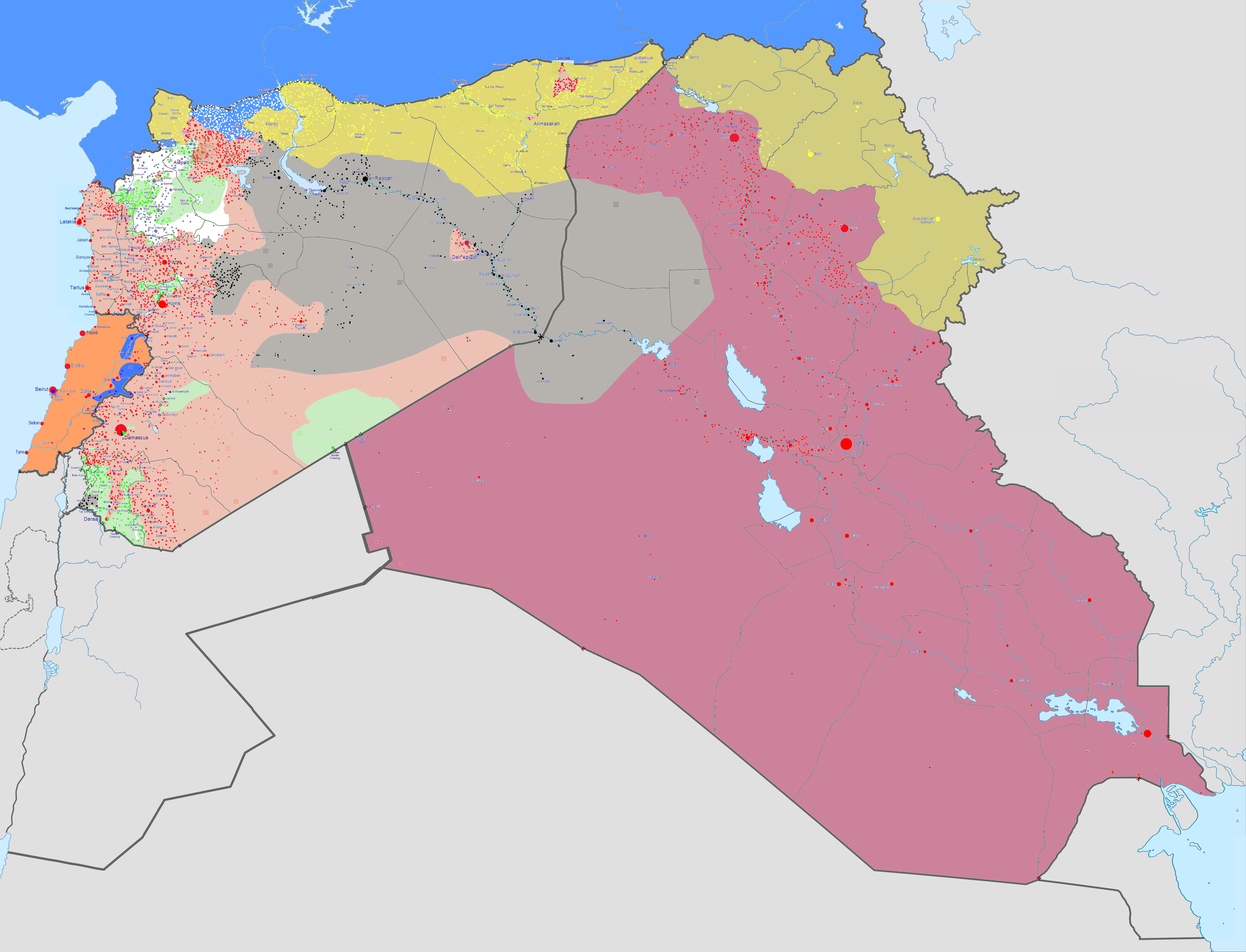
الوضع العسكري في العراق عام 2017م

بعد عملية فرض القانون في المناطق المتنازع عليها وإستعادة جميع الأرضي التي سيطرة عليها البيشمركة، لم يتبقى للقوات العراقية الا منطقة الحدود الغربية التي تشمل القائم وعانة وراوة بالإضافة إلى صحراء الجزيرة الشمالية وقد بدأت العملية عندما أعلن رئيس الوزراء العراقي حيدر العبادي في يوم 26 أكتوبر، انطلاق عملية تحرير قضاء القائم، قائلاً أنه ليس أمام الدواعش غير الموت أو الأستسلام.
قال رئيس الوزراء العراقي حيدر العبادي، خلال افتتاح مؤتمر الإعلام الدولي في بغداد، (السبت التاسع من كانون الأول/ ديسمبر 2017) إن قواتنا سيطرت بشكل كامل على الحدود السورية العراقية ومن هنا نعلن انتهاء الحرب ضد داعش.
وقال «إن معركتنا كانت مع العدو الذي أراد ان يقتل حضاراتنا، ولكننا انتصرنا بوحدتنا وعزيمتنا، وبفترة وجيزة استطعنا هزيمة داعش».
وقد أصدرت قيادة العمليات المشتركة العراقية في 9 ديسمبر 2017 بيانا أعلنت فيه عن تمكن القوات العراقية من تحرير الجزيرة بين نينوى والأنبار بإسناد طيران الجيش ومسك الحدود الدولية العراقية السورية شمال الفرات من منطقة الرمانة حتى تل صفوك على طول 183 كيلومترا. حيث أنه بذلك "تم إكمال تحرير الأراضي العراقية كافة من براثن عصابات داعش الإرهابية وأحكمت قواتنا البطلة سيطرتها على الحدود الدولية العراقية السورية من منفذ الوليد إلى منفذ منفذ ربيعة الحدودي.
واُحتفل العراق باليوم التالي في 10 ديسمبر بالنصر على داعش بعد سنوات من الحرب، وأصبح ذلك اليوم مناسبةً وطنية تُستذكر كل عام تخليدًا لذكرى إنتهاء الحرب وإعلان النصر.

## معرض صور

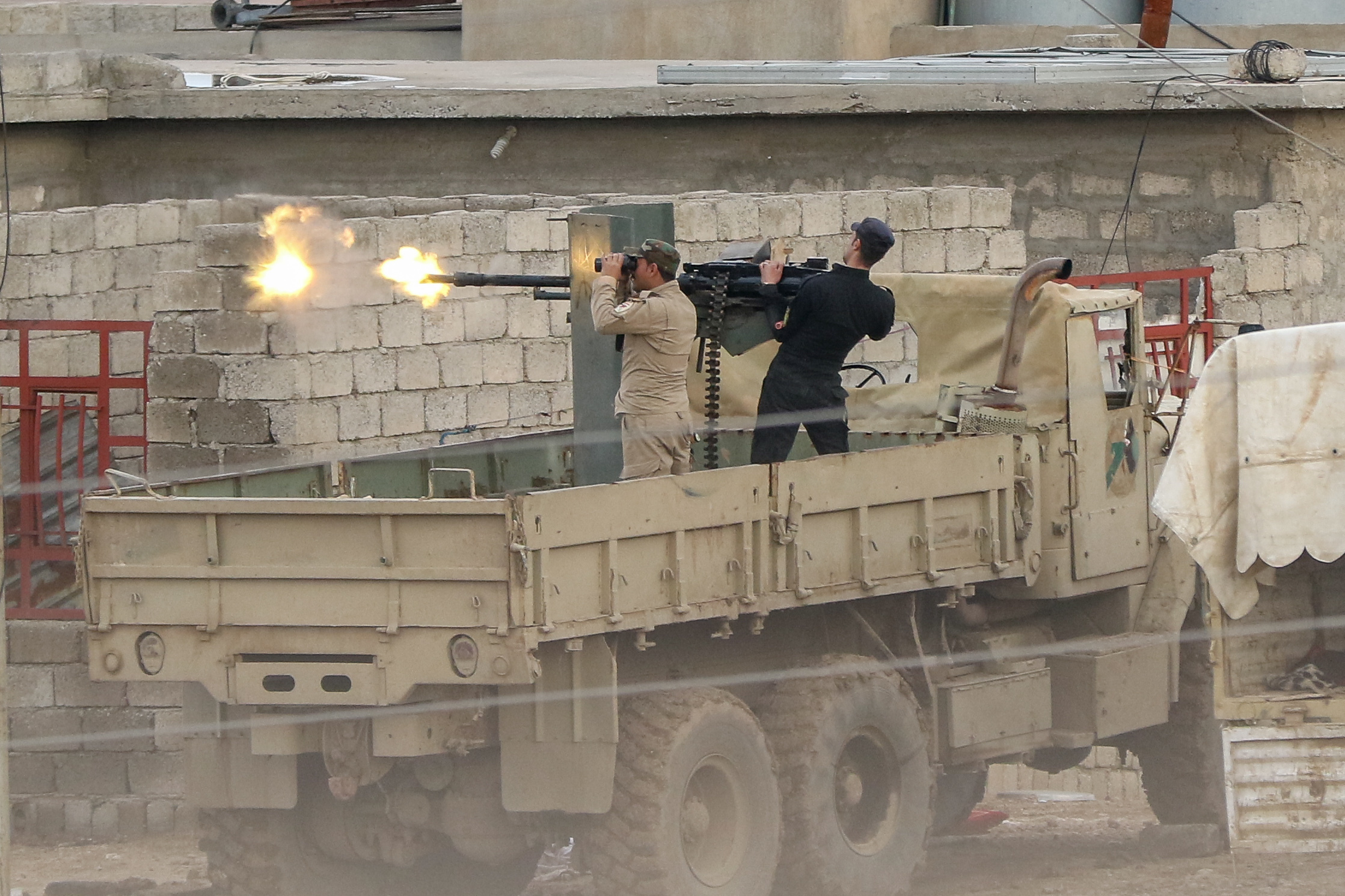
مقاتل عراقي يستهدف تحصينات داعش بالسلاح الثقيل
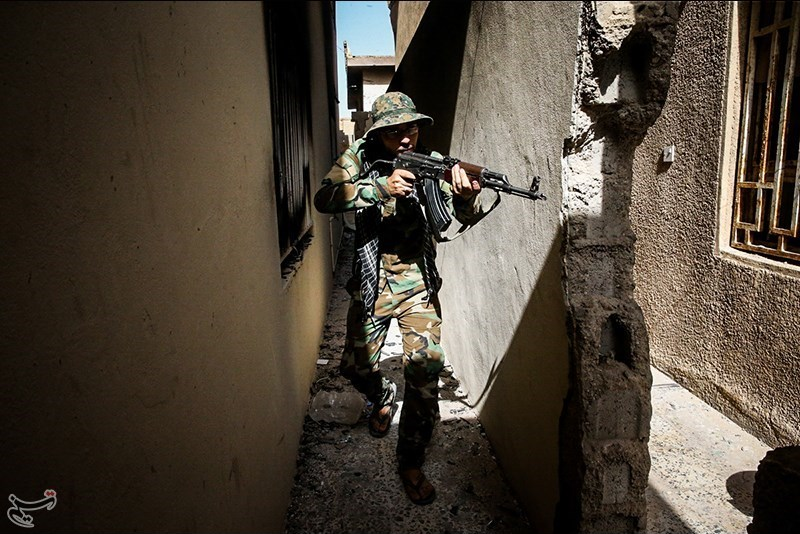
جندي من الحشد الشعبي خلال عملية كسر الإرهاب اثناء تحرير الفلوجة 2016
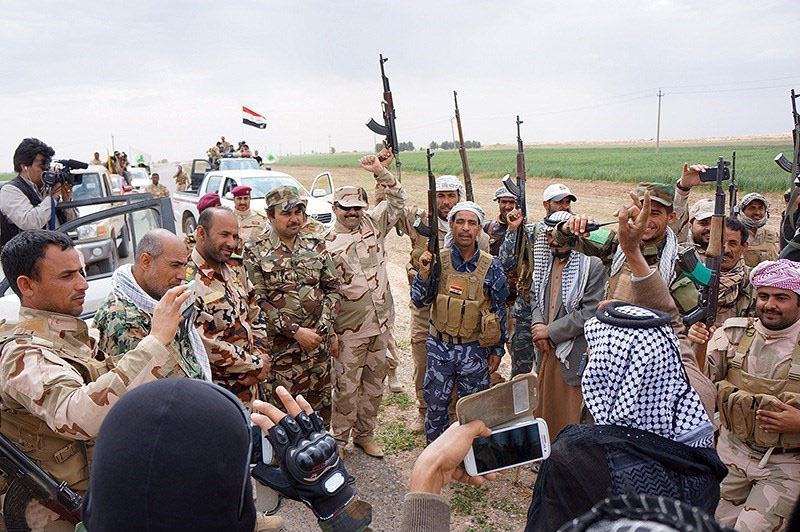
احتفال ابناء المناطق من العشائر بقوات الحشد الشعبي بعد تحرير المدينة
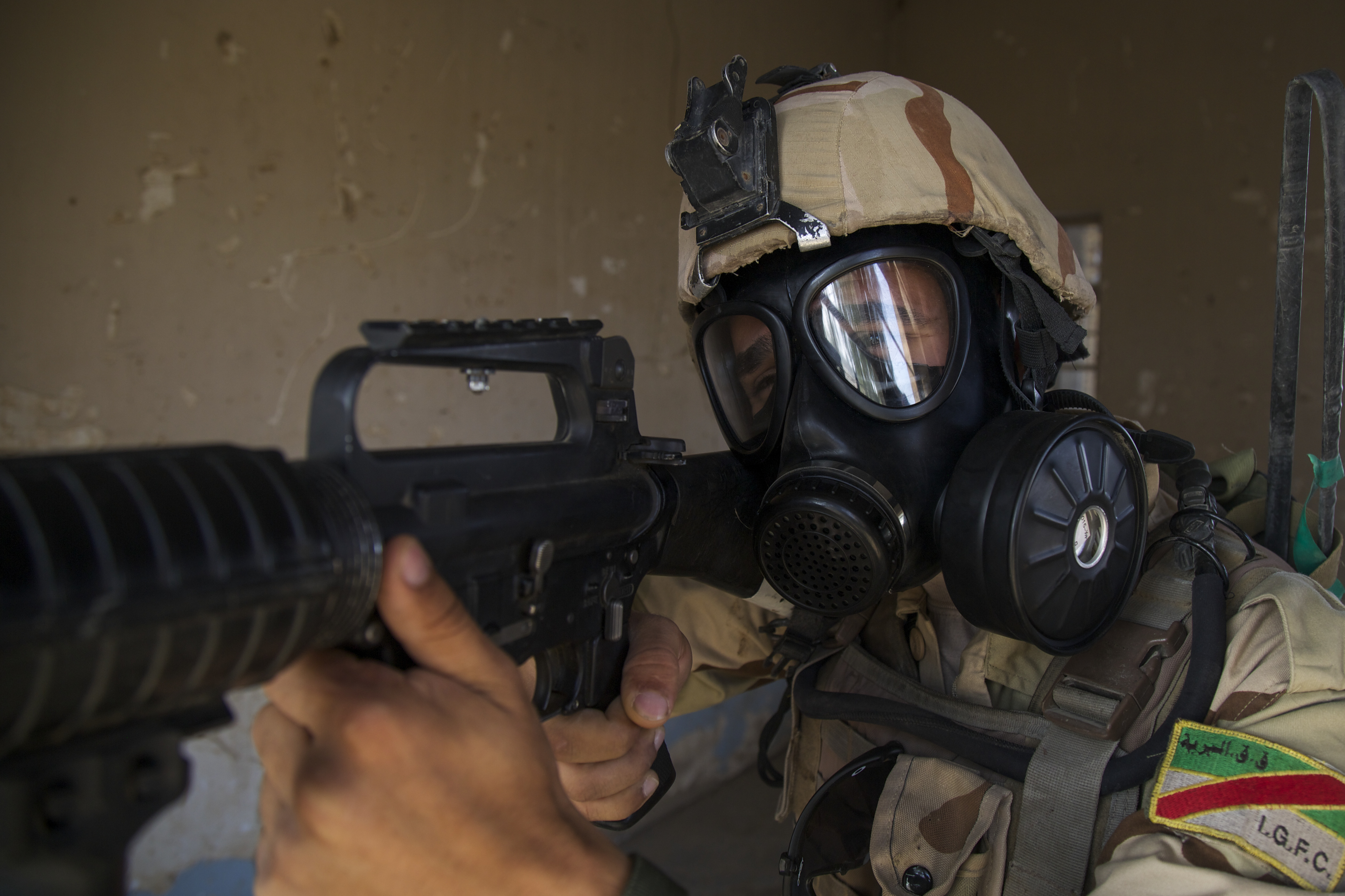
جندي عراقي يرتدي قناعا واقيا خلال معركة الموصل
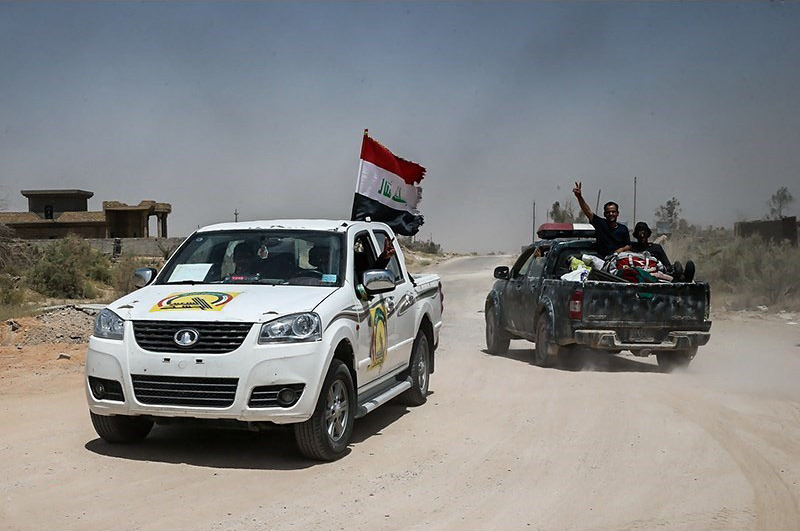
بعض المركبات البسيطة المستخدمة من قبل الحشد الشعبي
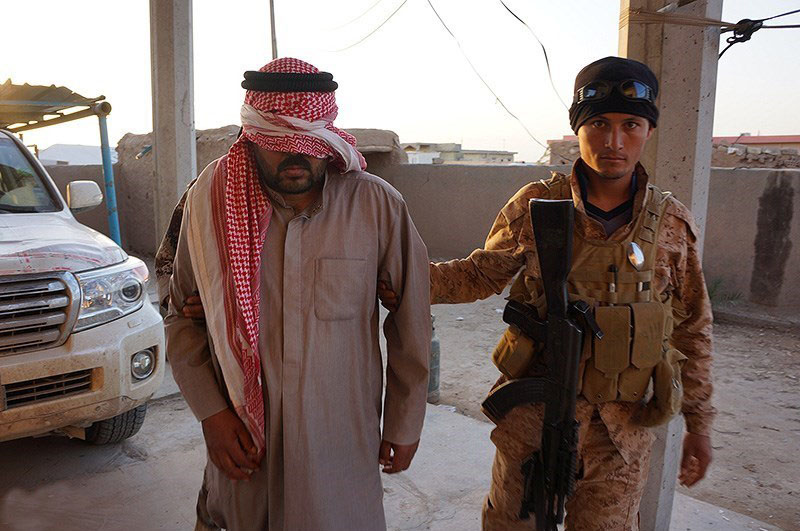
أسير من داعش خلال معركة تكريت
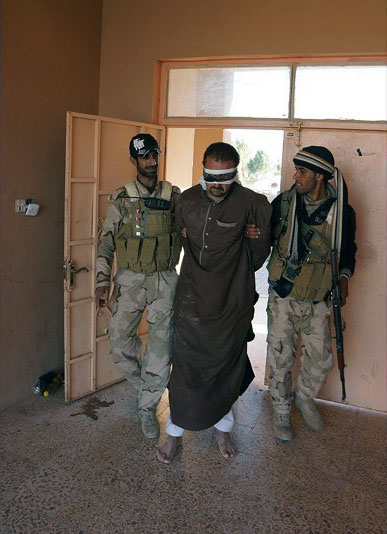
أسير من داعش خلال معركة تحرير مدينة تكريت
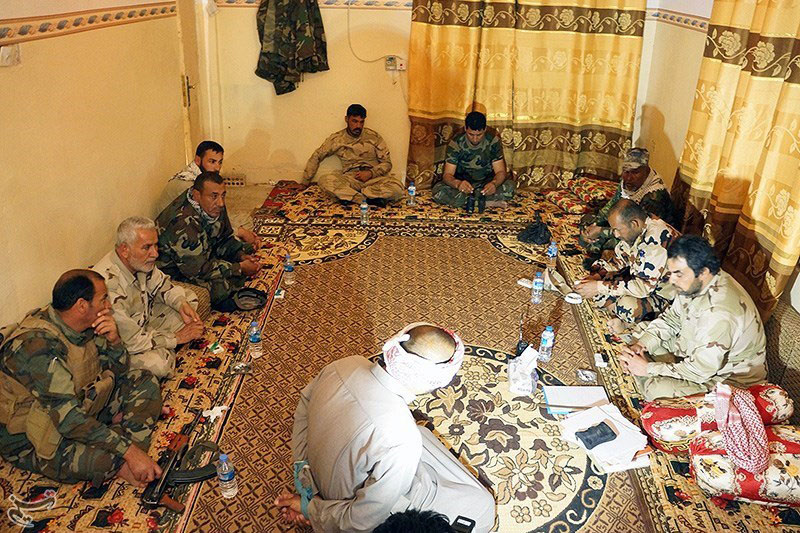
مقاتلين من الحشد خلال تحقيق مع أحد قيادي داعش
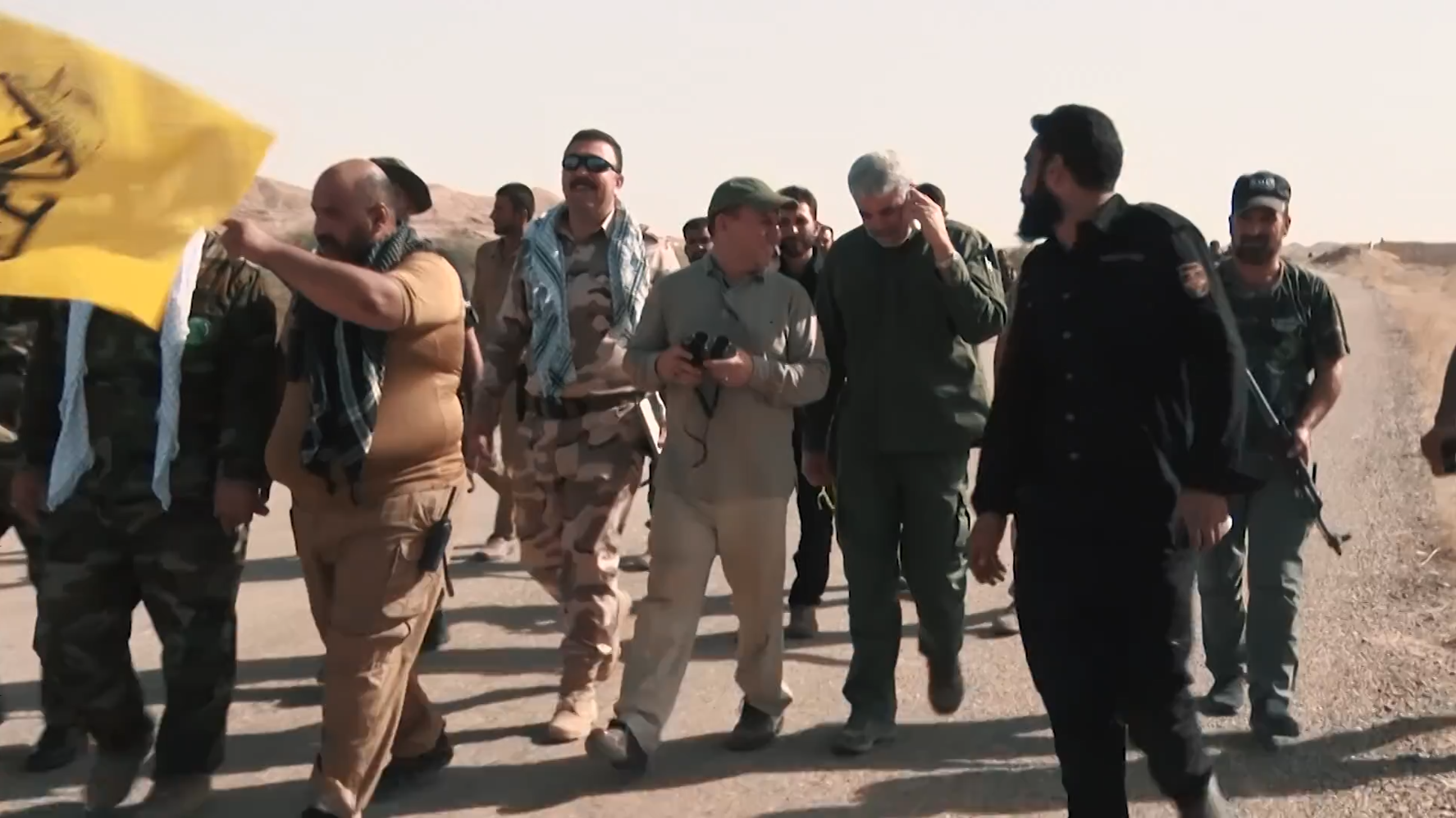
مقاتلين من الحشد الشعبي
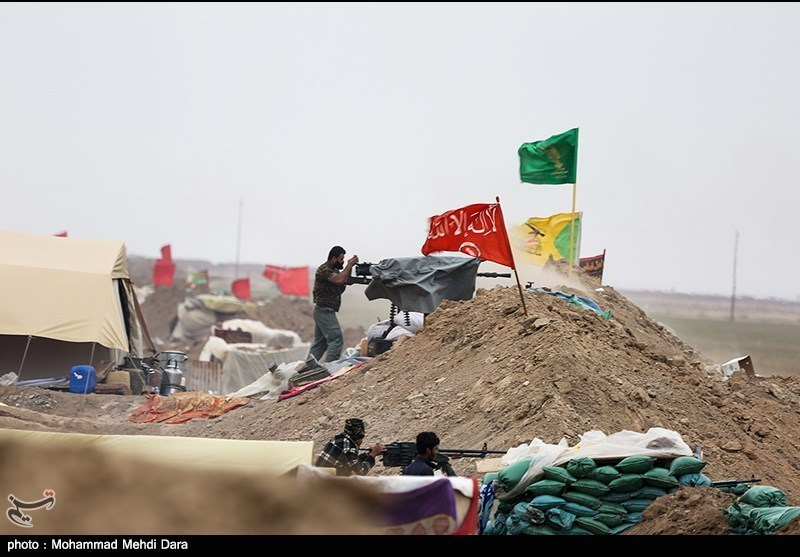
جزء من معركة تحرير تلعفر
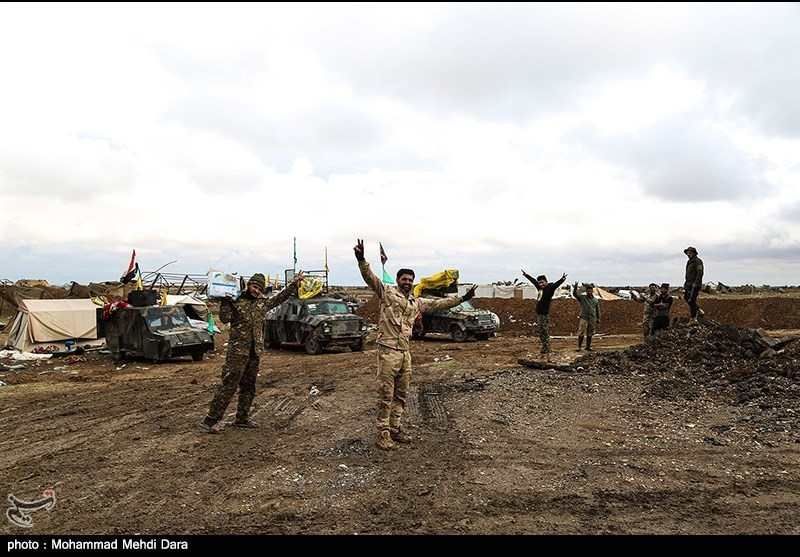
جزء من معركة تحرير تلعفر
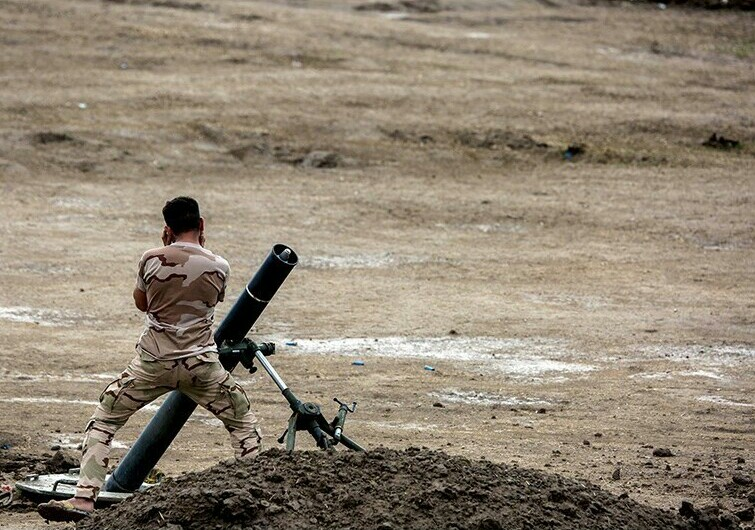
جزء من معركة تحرير تلعفر
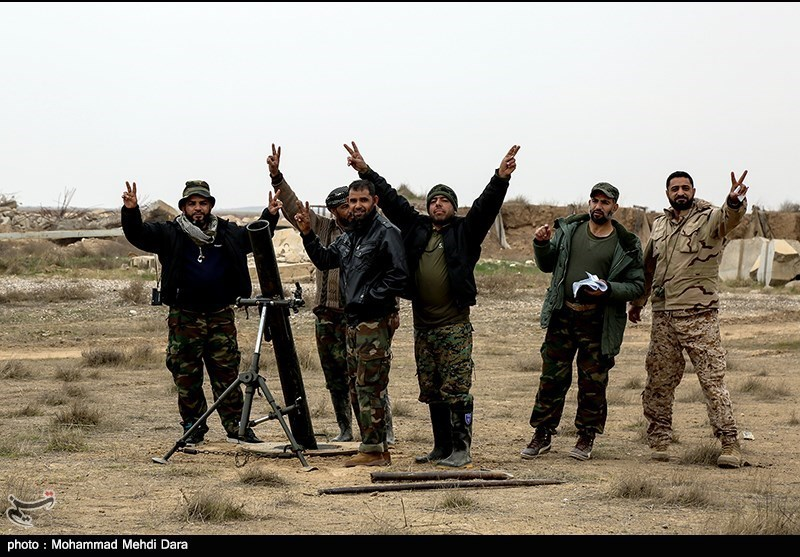
جزء من معركة تحرير تلعفر
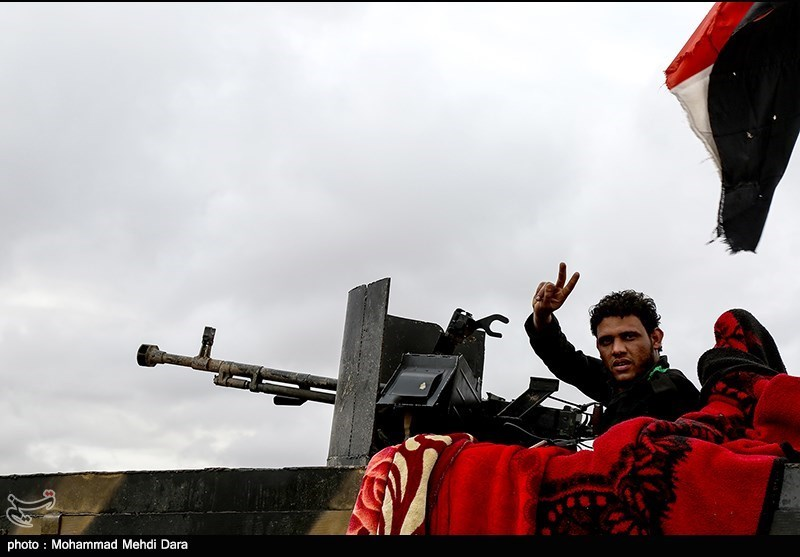
جزء من معركة تحرير تلعفر
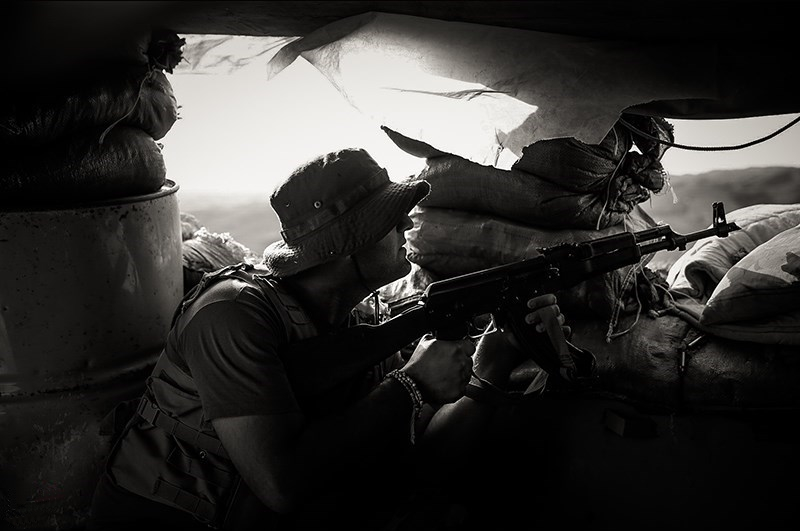
معركة الفلوجة
عجلات تابعة إلى الحشد الشعبي خلال معركة تحرير الحويجة
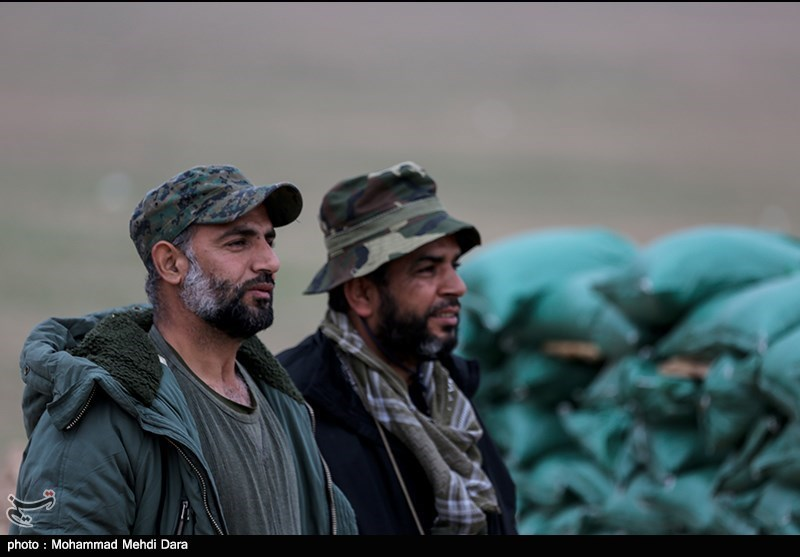
مقاتلين من الحشد في محيط تلعفر